# Copa Mundial de Fútbol de 2018
La Copa Mundial de la FIFA Rusia 2018 (en ruso: Чемпионат мира по футболу Россия 2018) fue la vigésima primera edición de la Copa Mundial de Fútbol masculino organizada por la FIFA. Esta edición del evento se realizó del 14 de junio al 15 de julio de 2018 en Rusia, que consiguió los derechos de organización el 2 de diciembre de 2010.
Esta fue la undécima vez que la Copa del Mundo se disputó en el continente europeo, y la primera que se celebró en Europa Oriental. También por primera vez, el torneo tiene lugar en dos continentes: Europa y Asia, dada la ubicación de la ciudad de Ekaterimburgo, una de las sedes.
Con un costo estimado de más de 14 200 millones de dólares, es la segunda Copa del Mundo más cara de la historia, solo por detrás de la Copa del Mundo de Catar 2022. Por otra parte, es la primera vez que se utilizó el Árbitro asistente de video (VAR) y un balón oficial con un chip incorporado para seguir los partidos en vivo mediante una aplicación.
El campeón fue Francia, que derrotó por 4-2 a Croacia —selección que llegaba por primera vez a la final— y se consagró por segunda vez después de 20 años (en 1998 ganó el Mundial en calidad de anfitrión ante Brasil).

## Elección del país anfitrión

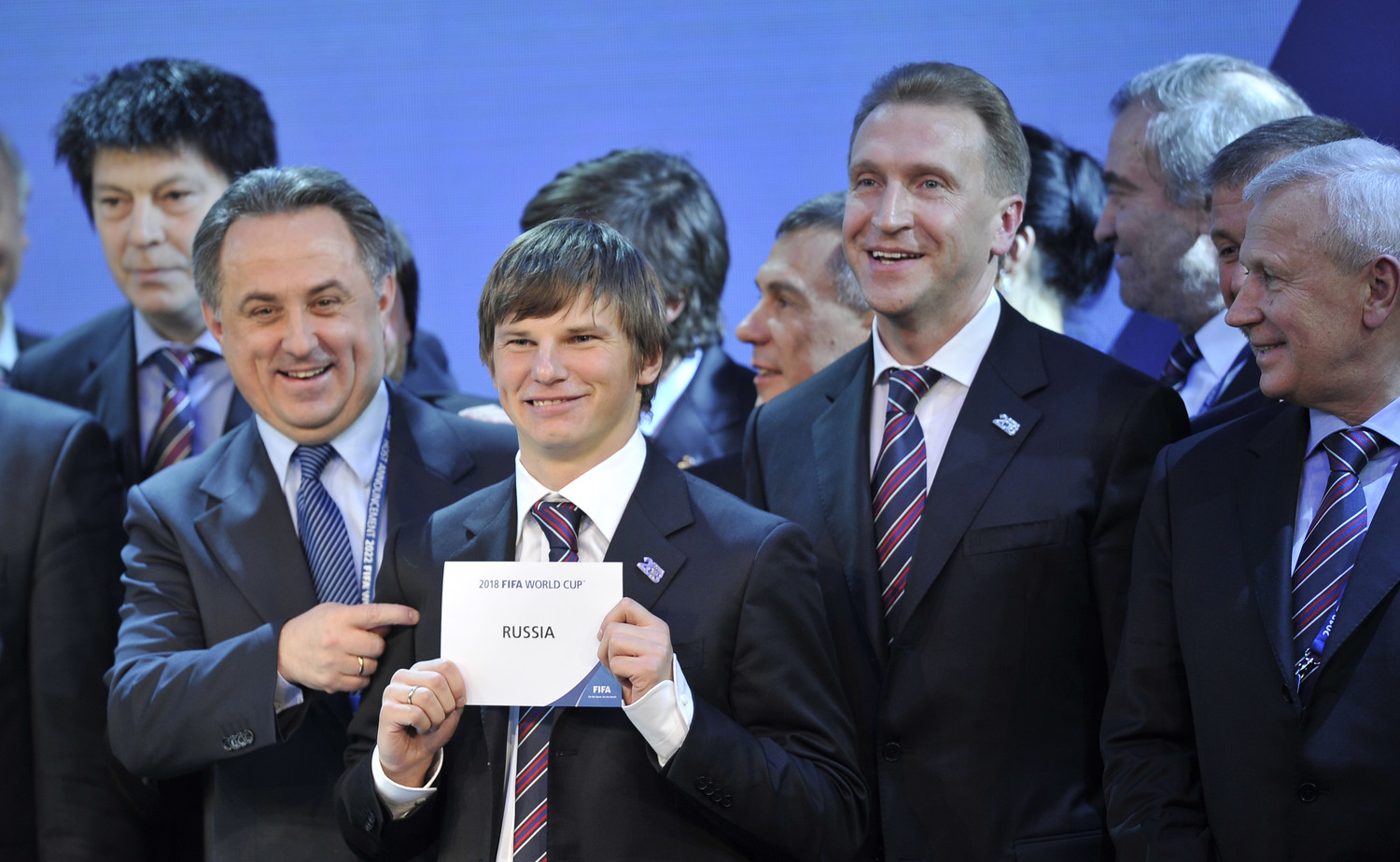
Andréi Arshavin, junto a miembros del comité organizador de la candidatura rusa, exhibe el cartel que señala la elección de su país como sede del Mundial de 2018.

La FIFA decidió que la elección de la sede de la Copa Mundial de Fútbol de 2018 se efectuara en conjunto con la de 2022 en la reunión del Comité Ejecutivo del organismo, realizado en Zúrich, Suiza, el 2 de diciembre de 2010.
De acuerdo al sistema de rotación continental implementado por la FIFA, las asociaciones miembro o asociadas a la CAF y la CONMEBOL se encontraban vetadas para participar de esta candidatura. En consecuencia, Rusia presentó su candidatura oficialmente junto a las de Japón, Corea del Sur, Australia, Bélgica-Países Bajos, Inglaterra, España-Portugal, Estados Unidos y Catar. Finalmente, Australia, Japón, Corea del Sur, Catar y Estados Unidos se retiraron algunos meses antes de la decisión para concentrarse en la elección de 2022.
Los resultados de la votación fueron los siguientes:
| Licitadores            | Votos   | Votos     |
| Licitadores            | Ronda 1 | Ronda 2   |
| ---------------------- | ------- | --------- |
| Rusia                  | 9       | 13        |
| España / Portugal      | 7       | 7         |
| Bélgica / Países Bajos | 4       | 2         |
| Inglaterra             | 2       | Eliminado |

En la primera ronda de la votación, Inglaterra alcanzó dos votos, Países Bajos-Bélgica obtuvo cuatro, España-Portugal llegó a los siete y Rusia se alzó con nueve. Al no alcanzar ninguno la mayoría necesaria de doce, Inglaterra fue eliminado por ser el candidato con menos respaldo y fue necesaria una segunda ronda. Aquí Rusia consiguió trece sobre los siete que recibió la dupla ibérica y los dos que recibió la candidatura Bélgica-Países Bajos.
Tras la elección, Vladímir Putin, el entonces primer ministro ruso, aseguró que «Rusia 2018 será fantástico» y proyectó la construcción de nuevos estadios y la presencia de «las más altas normativas de calidad». Por su parte, Blatter realizó el viaje protocolar al país seleccionado y aseguró «que se producirá una cooperación maravillosa entre la FIFA y Rusia».
El proceso tuvo críticas. Las denuncias de sobornos por parte del equipo ruso y la corrupción de los miembros de la FIFA fueron hechas especialmente por la Asociación Inglesa de Fútbol. Se alegó que cuatro miembros del comité ejecutivo habían solicitado sobornos para votar por Inglaterra, y Sepp Blatter dijo que ya se había acordado antes de la votación que Rusia ganaría. El Informe García 2014, una investigación interna dirigida por Michael J. García, fue retenido por Hans-Joachim Eckert al público. El jefe de adjudicación de la FIFA en asuntos éticos, Eckert, en cambio publicó un resumen revisado más corto, y su renuencia (y por lo tanto la FIFA) a publicar el informe completo causó que García renunciara en protesta. Debido a tal controversia, la FA se negó a aceptar la absolución de Eckert de culpa de Rusia, con Greg Dyke pidiendo un nuevo examen del asunto y David Bernstein llamando a un boicot de la Copa del Mundo.

## Organización

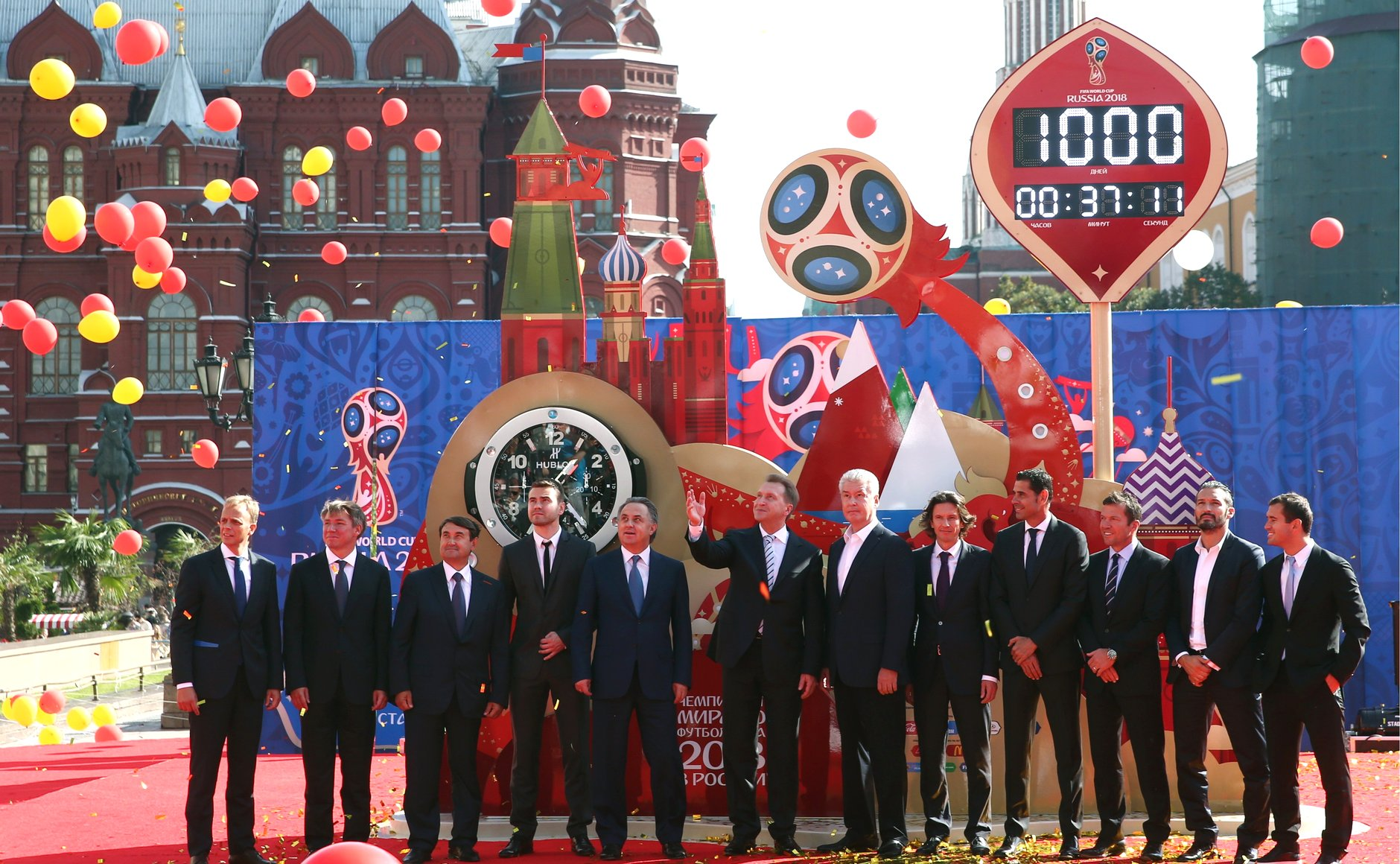
El lanzamiento de la cuenta regresiva de 1000 días para la Copa Mundial.

La organización del torneo quedó a cargo del Comité Organizador Local (COL) de Rusia 2018, presidido por el ministro ruso de deportes Vitali Mutkó. El consejo de administración, que se desprende del COL, presenta como presidente a Vladímir Putin, entonces primer ministro ruso y a Igor Shuvalov, vice primer ministro ruso, como vicepresidente. Por su parte, Alexey Sorokin auspició de Consejero Delegado del Comité Organizador.

### Sedes
Rusia confirmó 12 estadios en 11 ciudades para el Mundial: Ekaterimburgo, Kaliningrado, Kazán, Moscú, Nizhni Nóvgorod, Rostov del Don, San Petersburgo, Samara, Saransk, Sochi y Volgogrado, las cuales albergaron los 64 partidos de la Copa Mundial.
De los 12 estadios designados, solo dos estaban totalmente terminados al momento de su elección como sede, los cuales debieron ser remodelados para que pudieran albergar los partidos. Otro, el Spartak en Moscú, se inauguró en agosto de 2014. Los demás, incluido el Luzhnikí en esa misma capital y con capacidad para 81 300 espectadores (sede principal y el estadio más grande), se comenzaron a construir en años posteriores.
Como una forma de reducir las distancias, los tiempos y los costos de traslados de los equipos, se escogieron sólo ciudades que se encuentran en la parte europea del país (la más densamente poblada y desarrollada), a excepción de Ekaterimburgo, que se encuentra en Asia justo al este de los Montes Urales.
| Moscú                        | Moscú | San Petersburgo | Kaliningrado                          |
| ---------------------------- | --- | --- | ------------------------------------- |
| Moscú (UTC+03:00)            | Moscú (UTC+03:00) | San Petersburgo (UTC+03:00) | Óblast de Kaliningrado (UTC+02:00)    |
| Estadio Luzhniki (7)         | Otkrytie Arena (5) | Estadio de San Petersburgo (7) | Estadio de Kaliningrado (4)           |
| Capacidad: 78 011            | Capacidad: 44 190 | Capacidad: 64 468 | Capacidad: 33 973                     |
|                              | | |                                       |
| Kazán                        | Moscú San Petersburgo Kaliningrado Nizhni Nóvgorod Kazán Samara Volgogrado Saransk Sochi Rostov del Don Ekaterimburgo Estadios Moscú: · Luzhniki · Spartak | Moscú San Petersburgo Kaliningrado Nizhni Nóvgorod Kazán Samara Volgogrado Saransk Sochi Rostov del Don Ekaterimburgo Estadios Moscú: · Luzhniki · Spartak | Nizhni Nóvgorod                       |
| Tartaristán (UTC+03:00)      | Moscú San Petersburgo Kaliningrado Nizhni Nóvgorod Kazán Samara Volgogrado Saransk Sochi Rostov del Don Ekaterimburgo Estadios Moscú: · Luzhniki · Spartak | Moscú San Petersburgo Kaliningrado Nizhni Nóvgorod Kazán Samara Volgogrado Saransk Sochi Rostov del Don Ekaterimburgo Estadios Moscú: · Luzhniki · Spartak | Óblast de Nizhni Nóvgorod (UTC+03:00) |
| Kazán Arena (6)              | Moscú San Petersburgo Kaliningrado Nizhni Nóvgorod Kazán Samara Volgogrado Saransk Sochi Rostov del Don Ekaterimburgo Estadios Moscú: · Luzhniki · Spartak | Moscú San Petersburgo Kaliningrado Nizhni Nóvgorod Kazán Samara Volgogrado Saransk Sochi Rostov del Don Ekaterimburgo Estadios Moscú: · Luzhniki · Spartak | Estadio de Nizhni Nóvgorod (6)        |
| Capacidad: 42 873            | Moscú San Petersburgo Kaliningrado Nizhni Nóvgorod Kazán Samara Volgogrado Saransk Sochi Rostov del Don Ekaterimburgo Estadios Moscú: · Luzhniki · Spartak | Moscú San Petersburgo Kaliningrado Nizhni Nóvgorod Kazán Samara Volgogrado Saransk Sochi Rostov del Don Ekaterimburgo Estadios Moscú: · Luzhniki · Spartak | Capacidad: 43 319                     |
|                              | Moscú San Petersburgo Kaliningrado Nizhni Nóvgorod Kazán Samara Volgogrado Saransk Sochi Rostov del Don Ekaterimburgo Estadios Moscú: · Luzhniki · Spartak | Moscú San Petersburgo Kaliningrado Nizhni Nóvgorod Kazán Samara Volgogrado Saransk Sochi Rostov del Don Ekaterimburgo Estadios Moscú: · Luzhniki · Spartak |                                       |
| Samara                       | Moscú San Petersburgo Kaliningrado Nizhni Nóvgorod Kazán Samara Volgogrado Saransk Sochi Rostov del Don Ekaterimburgo Estadios Moscú: · Luzhniki · Spartak | Moscú San Petersburgo Kaliningrado Nizhni Nóvgorod Kazán Samara Volgogrado Saransk Sochi Rostov del Don Ekaterimburgo Estadios Moscú: · Luzhniki · Spartak | Volgogrado                            |
| Óblast de Samara (UTC+04:00) | Moscú San Petersburgo Kaliningrado Nizhni Nóvgorod Kazán Samara Volgogrado Saransk Sochi Rostov del Don Ekaterimburgo Estadios Moscú: · Luzhniki · Spartak | Moscú San Petersburgo Kaliningrado Nizhni Nóvgorod Kazán Samara Volgogrado Saransk Sochi Rostov del Don Ekaterimburgo Estadios Moscú: · Luzhniki · Spartak | Óblast de Volgogrado (UTC+03:00)      |
| Samara Arena (6)             | Moscú San Petersburgo Kaliningrado Nizhni Nóvgorod Kazán Samara Volgogrado Saransk Sochi Rostov del Don Ekaterimburgo Estadios Moscú: · Luzhniki · Spartak | Moscú San Petersburgo Kaliningrado Nizhni Nóvgorod Kazán Samara Volgogrado Saransk Sochi Rostov del Don Ekaterimburgo Estadios Moscú: · Luzhniki · Spartak | Volgogrado Arena (4)                  |
| Capacidad: 41 970            | Moscú San Petersburgo Kaliningrado Nizhni Nóvgorod Kazán Samara Volgogrado Saransk Sochi Rostov del Don Ekaterimburgo Estadios Moscú: · Luzhniki · Spartak | Moscú San Petersburgo Kaliningrado Nizhni Nóvgorod Kazán Samara Volgogrado Saransk Sochi Rostov del Don Ekaterimburgo Estadios Moscú: · Luzhniki · Spartak | Capacidad: 43 713                     |
|                              | Moscú San Petersburgo Kaliningrado Nizhni Nóvgorod Kazán Samara Volgogrado Saransk Sochi Rostov del Don Ekaterimburgo Estadios Moscú: · Luzhniki · Spartak | Moscú San Petersburgo Kaliningrado Nizhni Nóvgorod Kazán Samara Volgogrado Saransk Sochi Rostov del Don Ekaterimburgo Estadios Moscú: · Luzhniki · Spartak |                                       |
| Saransk                      | Rostov del Don | Sochi | Ekaterimburgo                         |
| Mordovia (UTC+03:00)         | Óblast de Rostov (UTC+03:00) | Krai de Krasnodar (UTC+03:00) | Óblast de Sverdlovsk (UTC+05:00)      |
| Mordovia Arena (4)           | Rostov Arena (5) | Estadio Fisht (6) | Ekaterimburgo Arena (4)               |
| Capacidad: 41 685            | Capacidad: 43 472 | Capacidad: 44 287 | Capacidad: 33 061                     |
|                              | | |                                       |

| Estadio                 | Capacidad | Nota | Inicio              | Término                 |
| ----------------------- | --------- | --- | ------------------- | ----------------------- |
| Samara Arena            | 45 000    | Obras de construcción | 21 de julio de 2014 | 21 de abril de 2018     |
| Estadio Nizhni Nóvgorod | 45 000    | Obras de construcción | 2015                | Diciembre de 2017       |
| Volgograd Arena         | 45 000    | Obras de construcción para reemplazar la antigua gradería «Tsentralni» | -                   | 3 de abril de 2018      |
| Ekaterimburgo Arena     | 35 000    | Rehabilitación | -                   | Diciembre de 2017       |
| Mordovia Arena          | 44 000    | Estaba previsto inaugurarlo en 2012 para la Espartaqueada Nacional pero se aplazó hasta 2017                                                                                        | -                   | 21 de abril de 2017     |
| Rostov Arena            | 45 000    | Obras de construcción | -                   | 22 de diciembre de 2017 |
| Estadio Kaliningrad     | 35 000    | Obras de construcción | Septiembre de 2015  | 11 de abril de 2018     |
| Kazán Arena             | 45 000    | Fue construido para los Juegos Universitarios Mundiales de 2013. Acogió también el campeonato mundial de deportes acuáticos de la FINA y la Copa Confederaciones de la FIFA en 2017 | -                   | 14 de junio de 2013     |
| Estadio Spartak         | 45 000    | Debido a las exigencias de la FIFA, durante el Campeonato la instalación se llamará «Spartak» en lugar de «Otkritiye Arena», que es su nombre habitual                              | -                   | 5 de septiembre de 2014 |
| Estadio Fisht           | 45 000    | Después de Sochi-2014, el recinto fue remodelado para la Copa Confederaciones de la FIFA en 2017 y el Mundial de 2018.                                                              | -                   | Abril de 2013           |
| Zenit Arena             | 67 000    | El estadio acogió los juegos de la Copa Confederaciones de la FIFA en 2017 y será sede de la Eurocopa 2020.                                                                         | 2007                | 29 de diciembre de 2016 |
| Estadio Luzhnikí        | 80 000    | Reconstrucción | 2013                | Noviembre de 2017       |

### Campamentos base
El jueves 8 de febrero de 2018 la FIFA anunció la sede de los campamentos base de cada una de las selecciones participantes en el mundial:
| Equipo         | Ciudad          | Base                                    | Campo de entrenamiento                  |
| -------------- | --------------- | --------------------------------------- | --------------------------------------- |
| Alemania       | Moscú           | Vatutinki Hotel                         | Complejo deportivo CSKA Moscú           |
| Arabia Saudita | San Petersburgo | Belmond Grand Hotel Europe              | Complejo deportivo FC Zenit             |
| Argentina      | Moscú           | Complejo deportivo de Bronnitsy         | Estadio de Syroyezhkin                  |
| Australia      | Kazán           | HC Ak Bars                              | Estadio Trudovye Rezervy                |
| Bélgica        | Moscú           | Moscu Country Club                      | Guchkovo Sport Complex                  |
| Brasil         | Sochi           | Swissotel Resort Kamelia                | Estadio Yug-Sport                       |
| Colombia       | Kazán           | Ski Resort Kazán                        | Estadio Sviyaga                         |
| Corea del Sur  | San Petersburgo | Hotel New Peterhof                      | Estadio de Spartak Moscú                |
| Costa Rica     | San Petersburgo | Hilton ExoForum                         | Estadio Olimpiyets                      |
| Croacia        | San Petersburgo | Woodland Rhapsody Resort                | Roschino Arena                          |
| Dinamarca      | Anapa           | Beton Brut                              | Estadio Pontos                          |
| Egipto         | Grozni          | The Local Hotel                         | Akhmat-Arena                            |
| España         | Krasnodar       | Academia de FC Krasnodar                | Academia de FC Krasnodar                |
| Francia        | Istra           | Hilton Garden Inn New Riga              | Estadio Glebovets                       |
| Inglaterra     | San Petersburgo | forRestMix Club Sport&Relax             | Estadio Spartak Zelenogorsk             |
| Irán           | Moscú           | Complejo deportivo de Lokomotiv Bakovka | Complejo deportivo de Lokomotiv Bakovka |
| Islandia       | Gelendzhik      | Resort Centre Nadezhda                  | Estadio Olímpico                        |
| Japón          | Kazán           | Complejo deportivo de Rubin Kazán       | Complejo deportivo de Rubin Kazán       |
| Marruecos      | Vorónezh        | Marriott Hotel                          | Estadio Chaika                          |
| México         | Moscú           | Complejo deportivo de Novogorsk-Dynamo  | Complejo deportivo de Novogorsk-Dynamo  |
| Nigeria        | Yessentuki      | Sanatorium Istochnik                    | Yessentuki Arena                        |
| Panamá         | Saransk         | Olympic Sports Centre                   | Olympic Sports Centre                   |
| Perú           | Moscú           | Sheraton Sheremetyevo                   | Arena Khimki                            |
| Polonia        | Sochi           | Hyatt Regency                           | Estadio Sputnik-Sport                   |
| Portugal       | Moscú           | Saturn Training Base                    | Saturn Training Base                    |
| Rusia          | Moscú           | Federal Sports Centre Novogorsk         | Federal Sports Centre Novogorsk         |
| Senegal        | Kaluga          | SK Royal Hotel                          | Centro de entrenamiento Sputnik         |
| Serbia         | Kaliningrado    | Royal Falke Resort & Spa                | Baltiya                                 |
| Suecia         | Gelendzhik      | Estadio del Spartak Gelendzhik          | Centro de entrenamiento Sputnik         |
| Suiza          | Toliatti        | Togliatti Resort                        | Estadio de FC Lada Toliatti             |
| Túnez          | Moscú           | Imperial Park Hotel & SPA               | Estadio Stroitel                        |
| Uruguay        | Nizhni Nóvgorod | Sports Centre Borsky                    | Sports Centre Borsky                    |

### Lista de árbitros
La FIFA anunció una lista de 36 árbitros, provenientes de las 6 confederaciones continentales. A ella deben sumarse 63 árbitros asistentes y los colegiados que formarán parte del equipo de videoarbitraje (VAR). Se indica entre paréntesis el número de ediciones en que han participado anteriormente.
AFC
- Alireza Faghani (1)
- Ravshan Irmatov (2)
- Mohammed Abdulla Hassan Mohamed
- Ryūji Satō
- Nawaf Shukralla (1)

CAF
- Mehdi Abid Charef
- Malang Diedhiou
- Bakary Gassama (1)
- Ghead Grisha
- Janny Sikazwe
- Bamlak Tessema Weyesa

Concacaf
- Joel Aguilar (2)
- Mark Geiger (1)
- Jair Marrufo
- Ricardo Montero
- John Pittí
- César Arturo Ramos

Conmebol
- Julio Bascuñán
- Enrique Cáceres
- Andrés Cunha
- Néstor Pitana (1)
- Sandro Ricci (1)
- Wilmar Roldán (1)

OFC
- Matt Conger
- Norbert Hauata (1)

UEFA
- Felix Brych (1)
- Cüneyt Çakır (1)
- Serguéi Karasiov
- Björn Kuipers (1)
- Szymon Marciniak
- Antonio Miguel Mateu Lahoz
- Milorad Mažić (1)
- Gianluca Rocchi
- Damir Skomina
- Clément Turpin

### Lista de árbitros asistentes de video (VAR)
La FIFA anunció una lista de 13 árbitros, provenientes de 3 de las 6 confederaciones continentales (CONMEBOL, UEFA y AFC). Se indica entre paréntesis el número de ediciones en que han participado anteriormente.
AFC
- Abdulrahman Al Jassim

Conmebol
- Wilton Sampaio
- Gery Vargas
- Mauro Vigliano
- Carlos Astroza

UEFA
- Bastian Dankert (1)
- Artur Dias Soares (1)
- Pawel Gil
- Massimiliano Irrati (1)
- Tiago Lopes Martins
- Danny Makkelie
- Daniele Orsato (1)
- Paolo Valeri
- Felix Zwayer

### Voluntariado

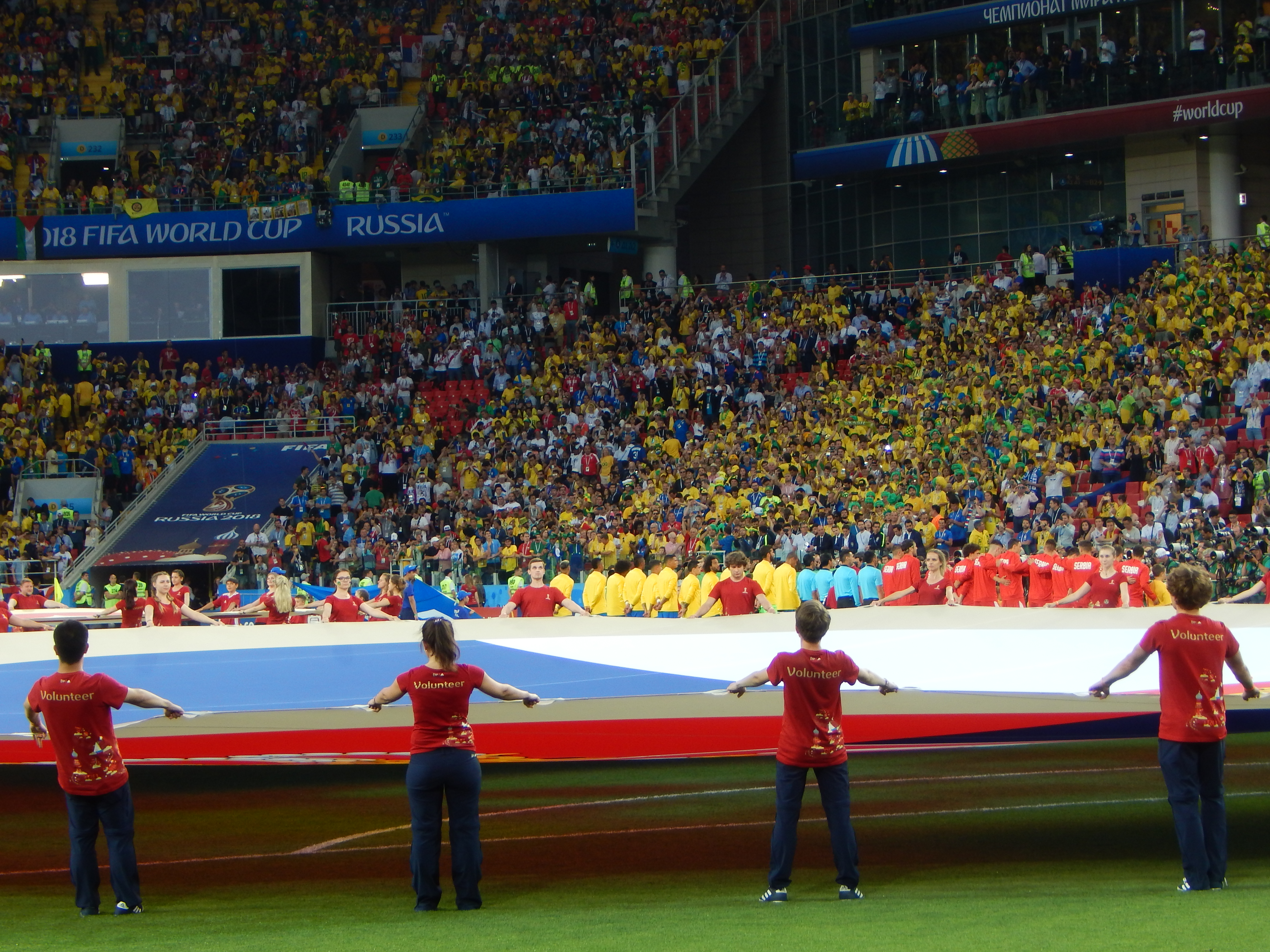
Voluntarios ante el partido entre y

El 1 de junio de 2016 el Comité Organizador Rusia-2018 puso en marcha la campaña para atraer el voluntariado, que batió todos los récords de las Copas Mundiales de la FIFA: para el 30 de diciembre cuando finalizaba el plazo de presentar las solicitudes, los organizadores había reunido unas 177 000 de las mismas.
En total, durante la Mundial-2018 trabajarán 17 040 voluntarios del Comité Organizador y más de 18 000 voluntarios locales en las 11 ciudades anfitrionas del torneo. Fueron formados en 15 centros del Comité Organizador abiertos en 15 universidades, y en los centros de voluntarios en las ciudades sedes. A la hora de seleccionar a los candidatos se priorizó su responsabilidad, los conocimientos de lenguas extranjeras y la experiencia de voluntario. Los voluntarios fueron tanto los ciudadanos rusos como de otros países.
Los voluntarios del Comité Organizador deben haber cumplido 18 años para el 10 de mayo de 2018, los voluntarios locales, los 16 años para la misma fecha.

### Premios económicos
La competencia repartirá un total de 400 millones de dólares en premios entre los equipos participantes según su desempeño. Las escuadras que no logren avanzar de la fase de grupos se llevarán 9 millones de dólares; quienes alcancen los octavos de final conseguirán 12 millones de dólares;
aquellos que clasifiquen a los cuartos de final obtendrán 16 millones de dólares; el cuarto lugar obtendrá 22 millones de dólares; el tercer lugar adquirirá 24 millones de dólares; el subcampeón se llevará 28 millones de dólares mientras que el campeón ganará 38 millones de dólares.

## Infraestructura

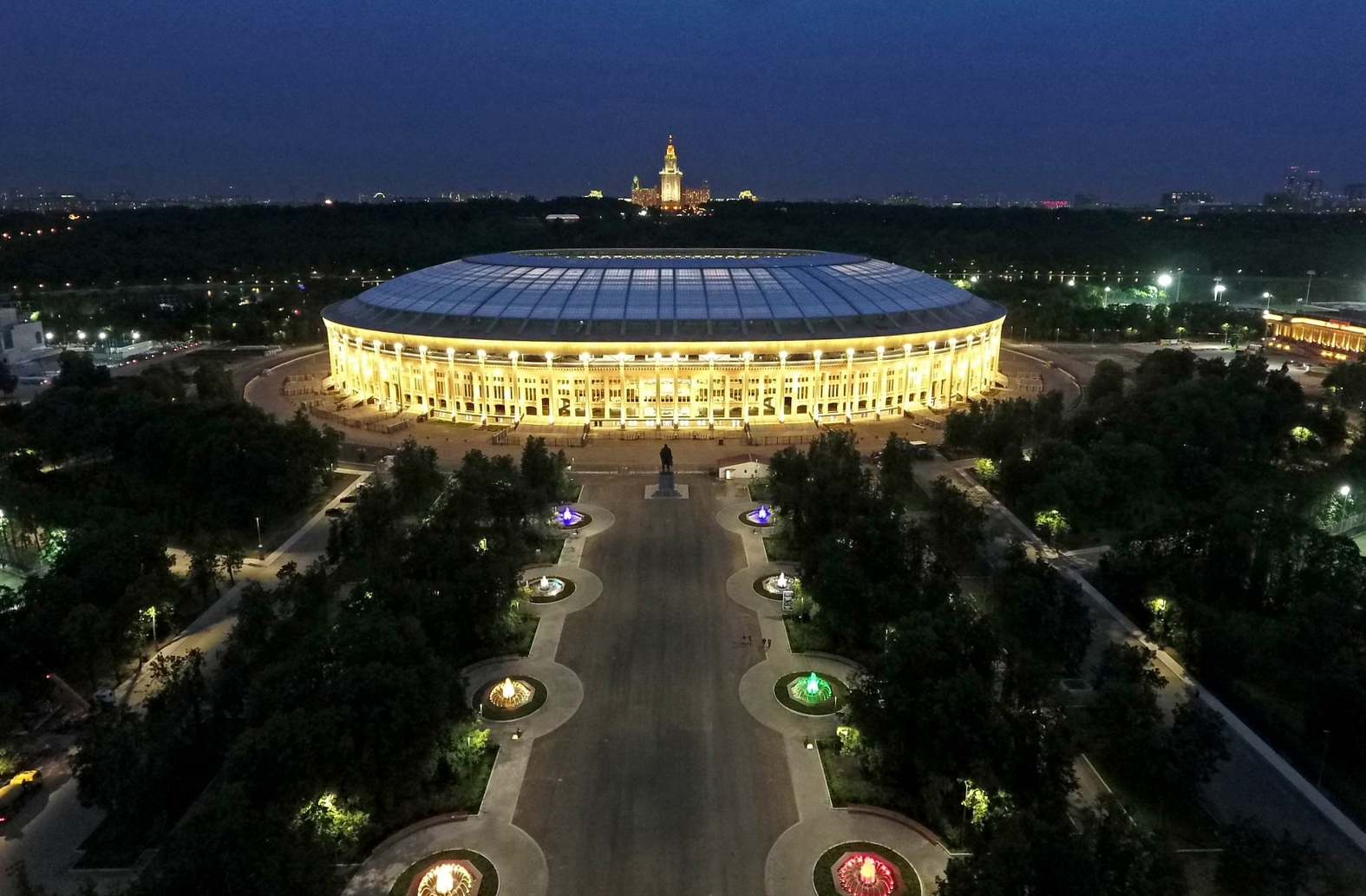
El Estadio Olímpico Luzhnikí, sede de la final

Dentro del presupuesto federal para la preparación al Mundial-2018 fue previsto el subprograma «Construcción y rehabilitación de la infraestructura de transportes» de ₽ 352 500 millones de rublos, de los cuales ₽ 170 300 millones provenían del presupuesto federal, ₽ 35 100 millones - de las regiones y ₽ 147 100 millones de los inversores. El rubro más significativo de los gastos federales fue la infraestructura de aviación (₽ 117 800 millones de rublos).
Un importante segmento de infraestructura en el que se invirtió en las ciudades sedes del Campeonato, fue la construcción de hoteles. Todos los hoteles están agrupados en una lista publicada en el sitio de la FIFA. En Saransk fue construido el primer hotel de la marca hostelera internacional de Sheraton. 
En el aeropuerto Plátov de Rostov del Don se instalaron los sistemas automáticos de gestión del tráfico aéreo, de observación, navegación, comunicación, administración y apoyo meteorológico. El aeropuerto Koltsovo de Ekaterimburgo fue dotado de sistemas radiotécnicos para gestionar vuelos y se habilitó la segunda pista de despegue y aterrizaje, lo cual permitió incrementar notablemente la capacidad del aeropuerto y el tráfico de pasajeros. En Saransk se instaló el sistema de navegación del aeropuerto. En el aeropuerto Jrabrovo en Kaliningrado se realizaron los trabajos para dotarlo con los sistemas de radionavegación y los equipos meteorológicos, y para trasladar los equipos existentes en nuevas instalaciones. La rehabilitación y renovación técnica de los sistemas de gestión radiotécnica de vuelos se llevaron a cabo también en Moscú, San Petersburgo, Volgogrado, Samara, Ekaterimburgo, Kazán y Sochi.
El 27 de marzo el Ministerio de Construcción de Rusia informó de que se habían puesto en marcha todas las instalaciones previstas. La última fue la estación depuradora en Volgogrado.

### Transporte de los espectadores
Los espectadores que tenían entradas para los partidos y hubieran tramitado el Pasaporte de Hincha (FAN ID), pudieron viajar en tren de forma gratuita hasta la ciudad sede respectiva. Con estos fines se pusieron en circulación trenes adicionales.
Los titulares de la entrada al partido y el pasaporte del aficionado disfrutaron también de viajes gratuitos en el transporte urbano en las ciudades sede, el día del partido.

## Símbolos y mercadeo

### Mascota

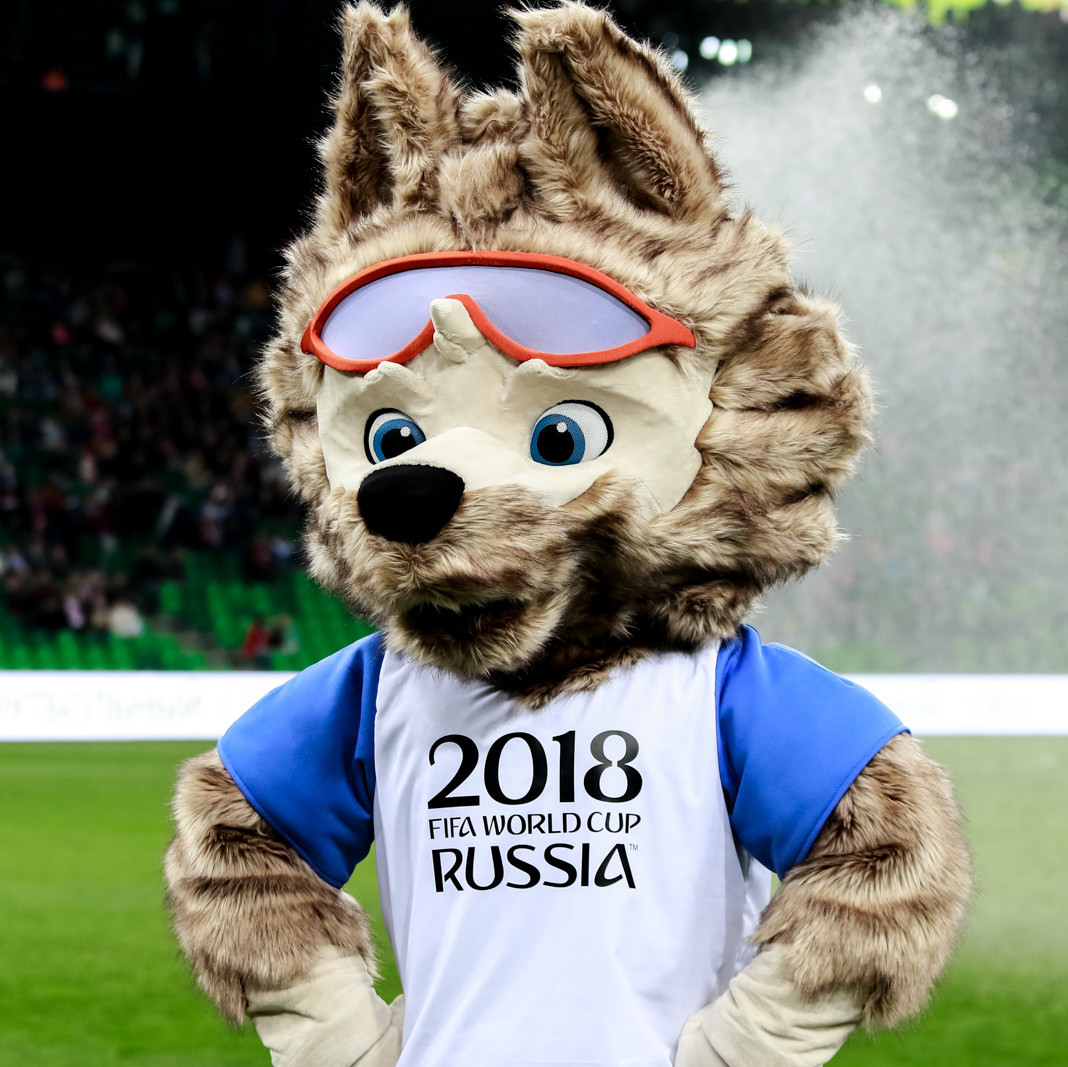
Lobo Zabivaka, mascota del torneo

Para la creación de la mascota de la Copa Mundial, Rusia abrió una plataforma donde los ciudadanos rusos podían dar sus preferencias sobre el tipo de personaje, elegir sus características e incluso elegir el nombre de la mascota. Las actividades para crearla se iniciaron en abril de 2015 y finalizaron el 21 de octubre de 2016.
La mascota oficial de la Copa Mundial de la FIFA Rusia 2018 es un lobo, caracterizado por "divertido, seductor y seguro de sí mismo" según anunciaron, llamado Zabivaka (o "pequeño goleador"), que obtuvo el 53 % de los votos del público ruso, seguido por el tigre con el 27 % de los votos y el gato con el 20 % de los votos.

### Canción oficial
El tema oficial para dicho evento es «Live It Up» del cantante Nicky Jam, Era Istrefi y el actor Will Smith, estrenada a mitad de mayo de 2018.

### Balón oficial

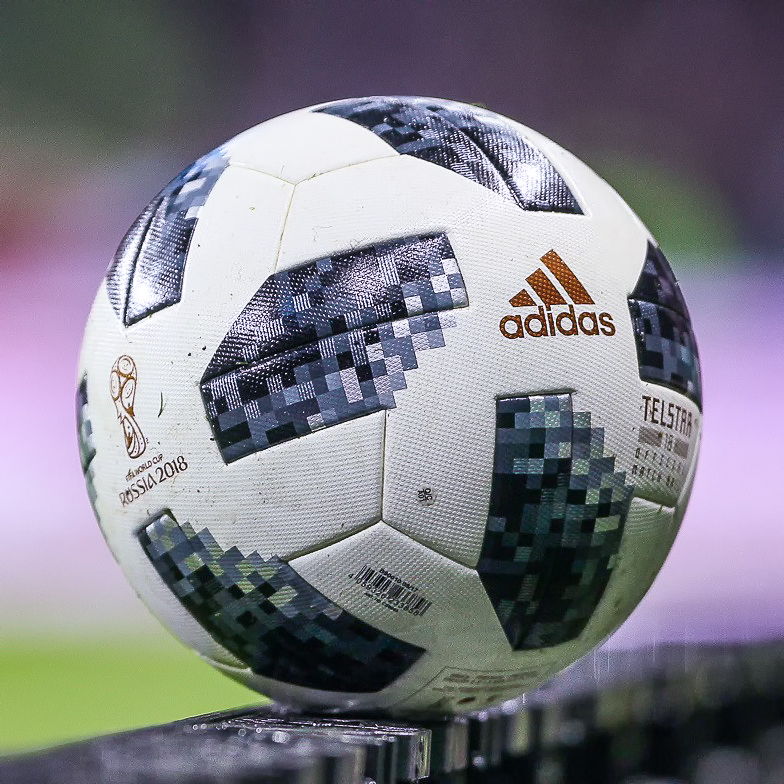
Adidas Telstar 18

Telstar 18 es el nombre oficial del balón para el torneo. El balón posee tonos azul marino en degradé en representación de la cultura rusa, fabricado con seis paneles, unidos sin costuras. Es el primer balón del mundo con conexión NFC, la cual se creó para el Mundial de Rusia.

### Derechos de transmisión
La FIFA, a través de varias compañías, vendió a diferentes países del mundo los derechos de transmisión. En febrero de 2018, el titular de los derechos de Ucrania UA: PBC declaró que no transmitirá la Copa del Mundo. Esto vino a raíz de los crecientes boicots del torneo entre la Federación de Fútbol de Ucrania y el ministro de deportes Ihor Zhdanov.

### Patrocinios
| Adidas        |
| Coca-Cola     |
| Gazprom       |
| Hyundai       |
| Kia           |
| Qatar Airways |
| VISA          |
| Wanda Group   |

| Anheuser-Busch InBev |
| Hisense              |
| McDonald's           |
| Mengniu Dairy        |
| Vivo                 |

| Europa                      |
| Alfa-Bank                   |
| Alrosa                      |
| Rostelecom                  |
| Russian Railways            |
| Asia                        |
| Diking                      |
| Luci                        |
| Yadea                       |
| África                      |
| Egypt – Experience & Invest |

## Formato de competición

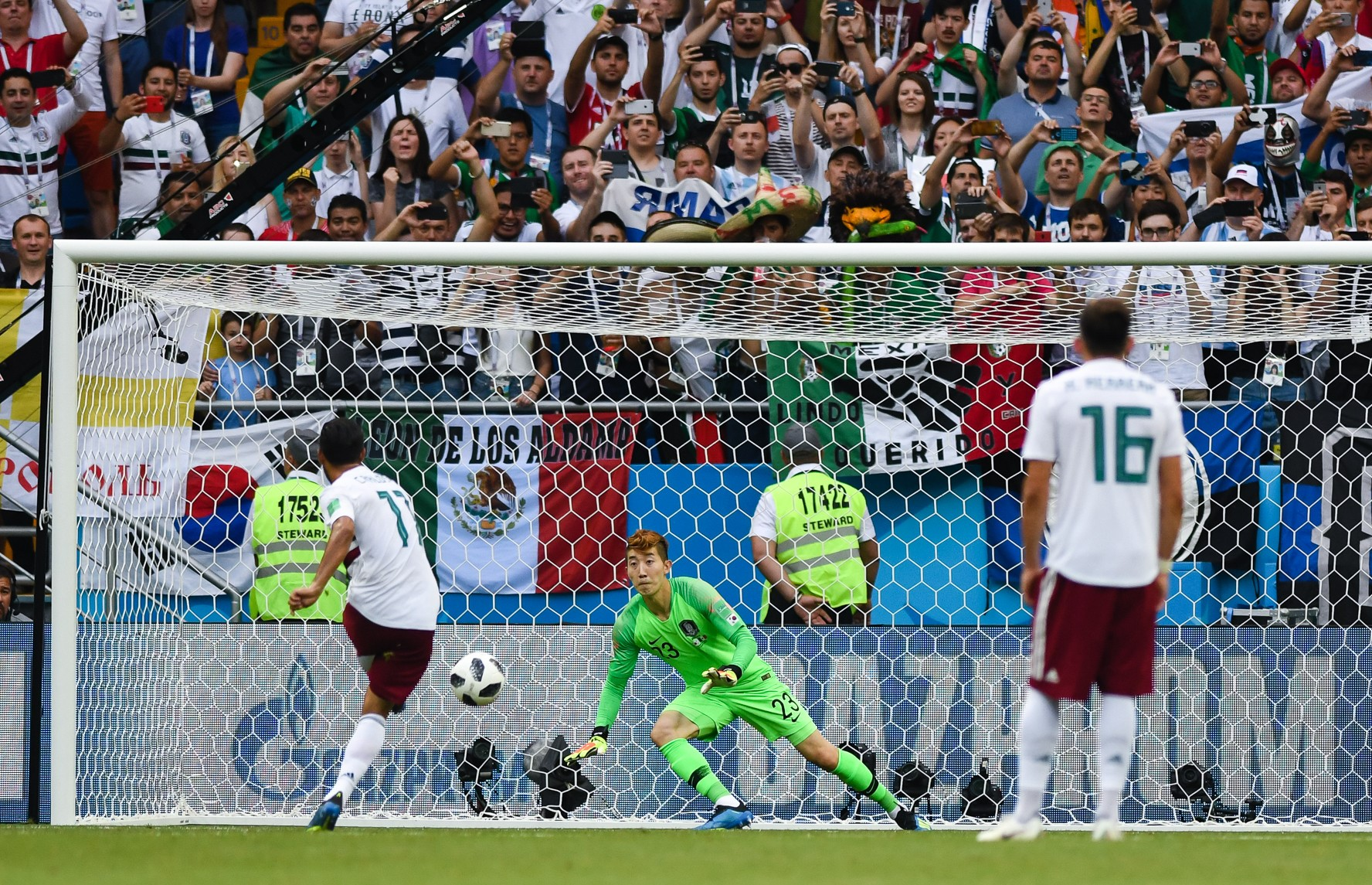
El jugador mexicano Carlos Vela anota un penalti contra Corea del Sur, durante la fase de grupos.

Los 32 equipos que participaron en la fase final se dividieron en 8 grupos de 4 equipos cada uno. Los grupos se jugaron por el sistema de todos contra todos, a una sola rueda. De esta manera, cada equipo disputó tres partidos en la fase de grupos.
Pasaron a la siguiente ronda los dos equipos de cada grupo mejor ubicados en la tabla de posiciones final. Según lo establecido en el artículo 32, sección 5 del reglamento del torneo, el orden de clasificación se determinó teniendo en cuenta los siguientes criterios, en orden de preferencia:
1. El mayor número de puntos obtenidos.
2. La mayor diferencia de goles.
3. El mayor número de goles a favor.

Si dos o más equipos quedaban igualados según los criterios anteriores, se usaron los siguientes criterios:
1. El mayor número de puntos obtenidos en los partidos entre los equipos en cuestión.
2. La mayor diferencia de goles en esos mismos enfrentamientos.
3. El mayor número de goles anotados por cada equipo en los partidos disputados entre sí.
4. Puntos de juego limpio.
5. Sorteo del comité organizador de la Copa Mundial.

El sistema de puntos de juego limpio toma en consideración las tarjetas amarillas y rojas recibidas en todos los partidos de la fase de grupos, deduciendo puntos como se indica en la siguiente lista:
- primera tarjeta amarilla: menos 1 punto
- tarjeta roja indirecta (segunda tarjeta amarilla): menos 3 puntos
- tarjeta roja directa: menos 4 puntos
- tarjeta amarilla y roja directa: menos 5 puntos

La segunda ronda incluyó todas las fases desde los octavos de final hasta la final. El ganador de cada partido pasó a la siguiente fase y el perdedor quedó eliminado. Los equipos perdedores de las semifinales jugaron un partido por el tercer puesto. En el partido final, el ganador obtuvo la Copa del Mundo.
En todas las instancias finales, si el partido terminaba empatado se jugaba un tiempo suplementario. Si el resultado siguió igualado tras la prórroga, se definió con tiros desde el punto penal.

## Equipos participantes

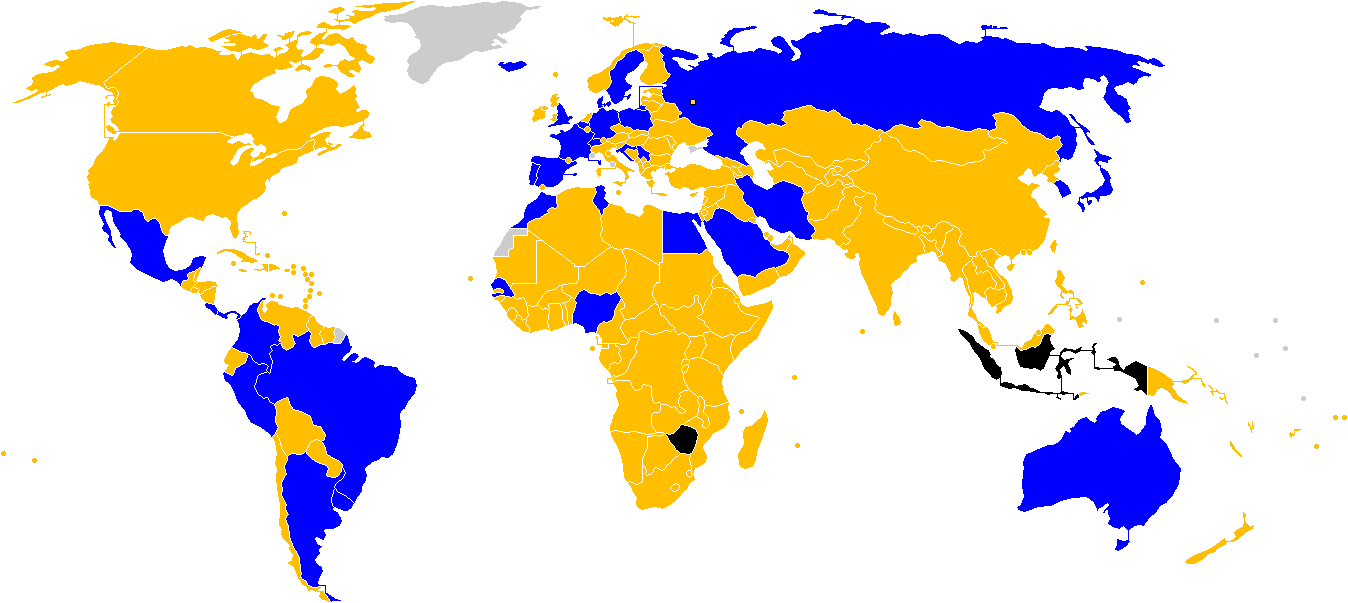
Equipos clasificados para la Copa del Mundo
Equipos no clasificados para la Copa del Mundo
Equipos expulsados del torneo por la FIFA antes de jugar un partido
Países que no son miembros de la FIFA

### Sorteo de clasificatoria
El sorteo preliminar, donde se definieron los grupos y fechas para los encuentros de clasificación se llevó a cabo en el Palacio Konstantínovski de San Petersburgo el 25 de julio de 2015. En total, 208 de las 211 federaciones afiliadas a la FIFA tomaron parte de la fase de clasificación, salvo las selecciones de Zimbabue e Indonesia (descalificados del proceso de clasificación). Rusia, como país anfitrión, no formó parte del proceso. Durante una sesión en Zúrich, se anunció que el reparto de los 31 cupos fuera el siguiente:
- AFC: 4,5 cupos.
- CAF: 5 cupos.
- Concacaf: 3,5 cupos.
- Conmebol: 4,5 cupos.
- OFC: 0,5 cupos.
- UEFA: 13 cupos.

Las sorpresas en el proceso eliminatorio fueron las ausencias de Italia, los Países Bajos, Chile y Estados Unidos, quienes no pudieron clasificar en sus respectivas confederaciones. A su vez, clasificaron selecciones que llevaban varios años sin acudir al torneo desde su última participación: Perú (1982), Egipto (1990), Marruecos (1998) y Senegal (2002). También significó la primera participación en el torneo para las selecciones de Islandia y Panamá.  
En cursiva los equipos debutantes.
| Confederación | Confederación | Confederación | Confederación | Confederación | Confederación |
| ------------- | ------------- | ------------- | ------------- | ------------- | ------------- |
| AFC           | CAF           | Concacaf      | Conmebol      | OFC           | UEFA          |

| Equipos participantes | Equipos participantes | Equipos participantes | Equipos participantes |
| --------------------- | --------------------- | --------------------- | --------------------- |
| Alemania              | Costa Rica            | Islandia              | Portugal              |
| Arabia Saudita        | Croacia               | Japón                 | Rusia                 |
| Argentina             | Dinamarca             | Marruecos             | Senegal               |
| Australia             | Egipto                | México                | Serbia                |
| Bélgica               | España                | Nigeria               | Suecia                |
| Brasil                | Francia               | Panamá                | Suiza                 |
| Colombia              | Inglaterra            | Perú                  | Túnez                 |
| Corea del Sur         | Irán                  | Polonia               | Uruguay               |

### Sorteo final
El sorteo final para definir los grupos del mundial se llevó a cabo en el Palacio Estatal del Kremlin, en Moscú, el 1 de diciembre de 2017. La Comisión Organizadora de Competiciones de la FIFA se reunió en la sede del organismo en Zúrich el jueves 14 de septiembre de 2017. La comisión aprobó el procedimiento del sorteo final de la Copa Mundial de Fútbol 2018. La distribución de los países se definirá de acuerdo con el ranking de selecciones de la FIFA de octubre de 2017, que será utilizado para ir asignando a las selecciones clasificadas entre los cuatro bombos, por orden decreciente; es decir, los primeros siete equipos y Rusia se colocarán en el bombo 1, y así consecutivamente. No variará el principio de asignación de los equipos a los respectivos grupos. Por lo tanto, no habrá equipos de la misma confederación en el mismo grupo, con excepción de la UEFA, que podrá tener dos selecciones en el mismo grupo.
El 16 de octubre de 2017, tras la publicación del ranking, quedaron determinados las cabezas de serie que acompañaron al anfitrión, asignado previamente al Grupo A.
| Bombo 1 Cabezas de serie                                                                                      | Bombo 2                                                                                             | Bombo 3                                                                                                | Bombo 4 |
| --- | --------------------------------------------------------------------------------------------------- | --- | --- |
| Rusia (65) (anfitrión) Alemania (1) Brasil (2) Portugal (3) Argentina (4) Bélgica (5) Polonia (6) Francia (7) | España (8) Perú (10) Suiza (11) Inglaterra (12) Colombia (13) México (16) Uruguay (17) Croacia (18) | Dinamarca (19) Islandia (21) Costa Rica (22) Suecia (25) Túnez (28) Egipto (30) Senegal (32) Irán (34) | Serbia (38) Nigeria (41) Australia (43) Japón (44) Marruecos (48) Panamá (49) Corea del Sur (62) Arabia Saudita (63) |

## Desarrollo

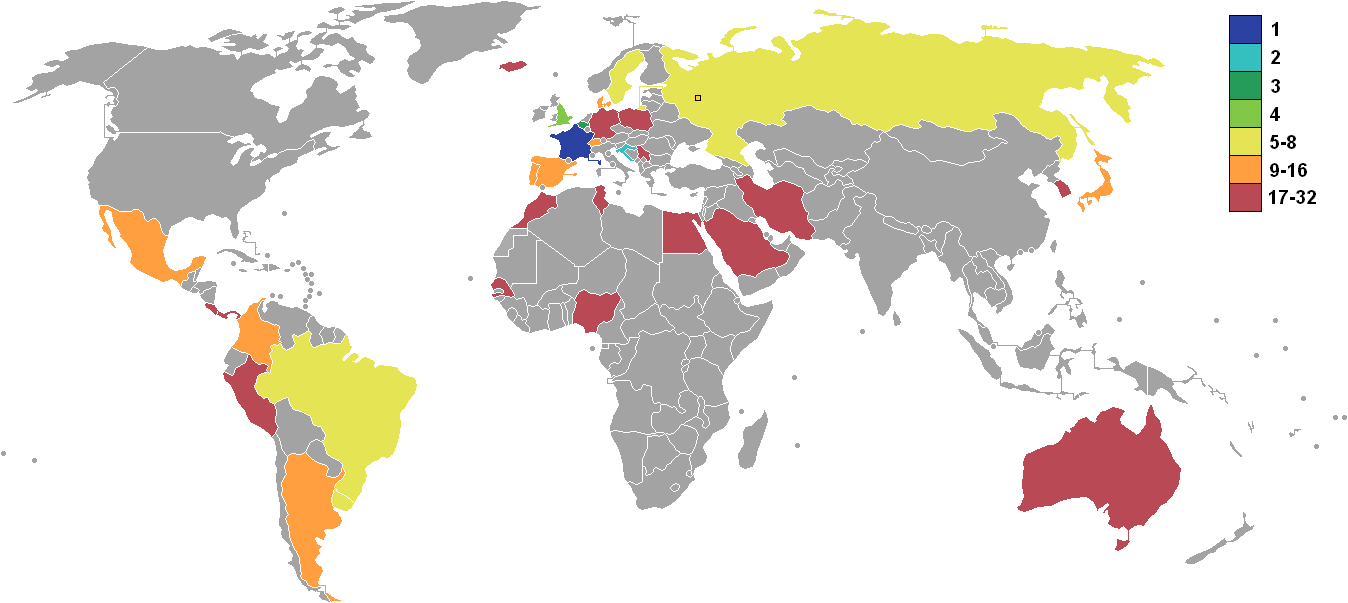
Campeón
Subcampeón
Tercer lugar
Cuarto puesto
Cuartos de final
Octavos de final
Etapa de grupos

### Fase de grupos

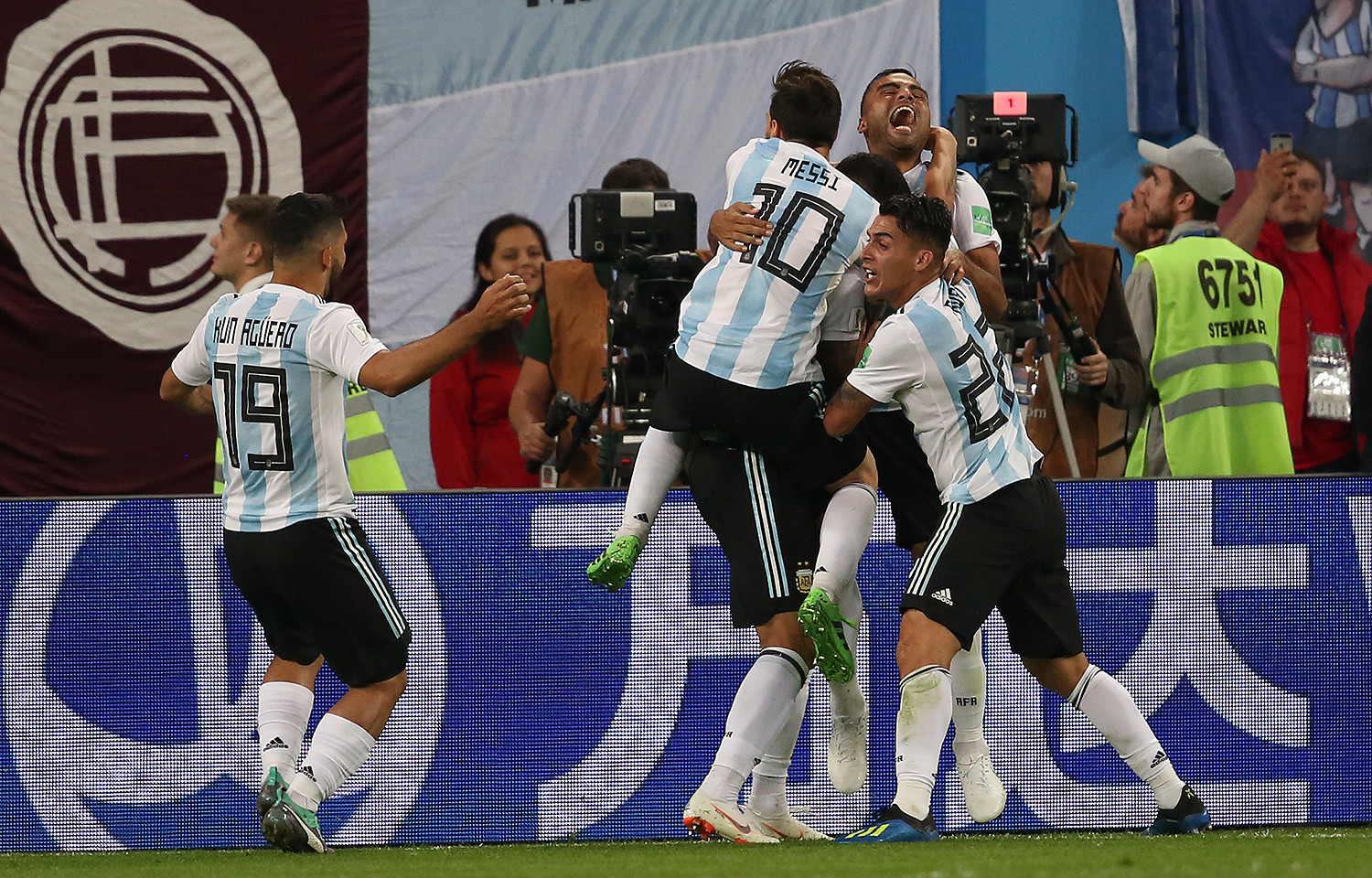
Marcos Rojo y sus compañeros celebrando el gol de la victoria frente a.

En esta primera etapa se produjo la clasificación de una mayoría de selecciones ubicadas en posiciones preferentes. De los 16 que la superaron, 6 eran cabezas de serie, 7 se encontraban en el segundo lote y solo 3 correspondieron al de los ubicados entre los menos calificados.
No obstante, hubo algunos resultados inesperados de selecciones históricamente reconocidas como potencias futbolísticas, que tuvieron dificultades en sus encuentros clasificatorios. Esto derivó en la eliminación en primera ronda de dos cabezas de serie, Polonia y Alemania, destacando el caso de esta última por ser el campeón vigente, y por ser la primera vez desde 1938 que Alemania no avanza más allá de primera fase de un campeonato mundial. 
Por su parte, Argentina, el otro finalista del Mundial anterior, consiguió su clasificación como segundo en el grupo D.
Como contrapartida, se produjo el pase a la fase de eliminatorias del equipo de Japón, que previamente se encontraba entre los de menor calificación.
En cada partido de la fase de grupos se marcó por lo menos un gol, excepto en el partido entre Francia y Dinamarca. Las selecciones del grupo G marcaron más goles en comparación a los demás, con 24 conquistas. Destacan las goleadas de Bélgica sobre Túnez (5-2) e Inglaterra contra Panamá (6-1). El que menos goles registró fue el grupo C, con 9 anotaciones.
Este fue el primer Mundial desde España 1982 en el que ninguna selección africana superó la primera fase del torneo.

### Fase de eliminatorias

#### Octavos y cuartos de final

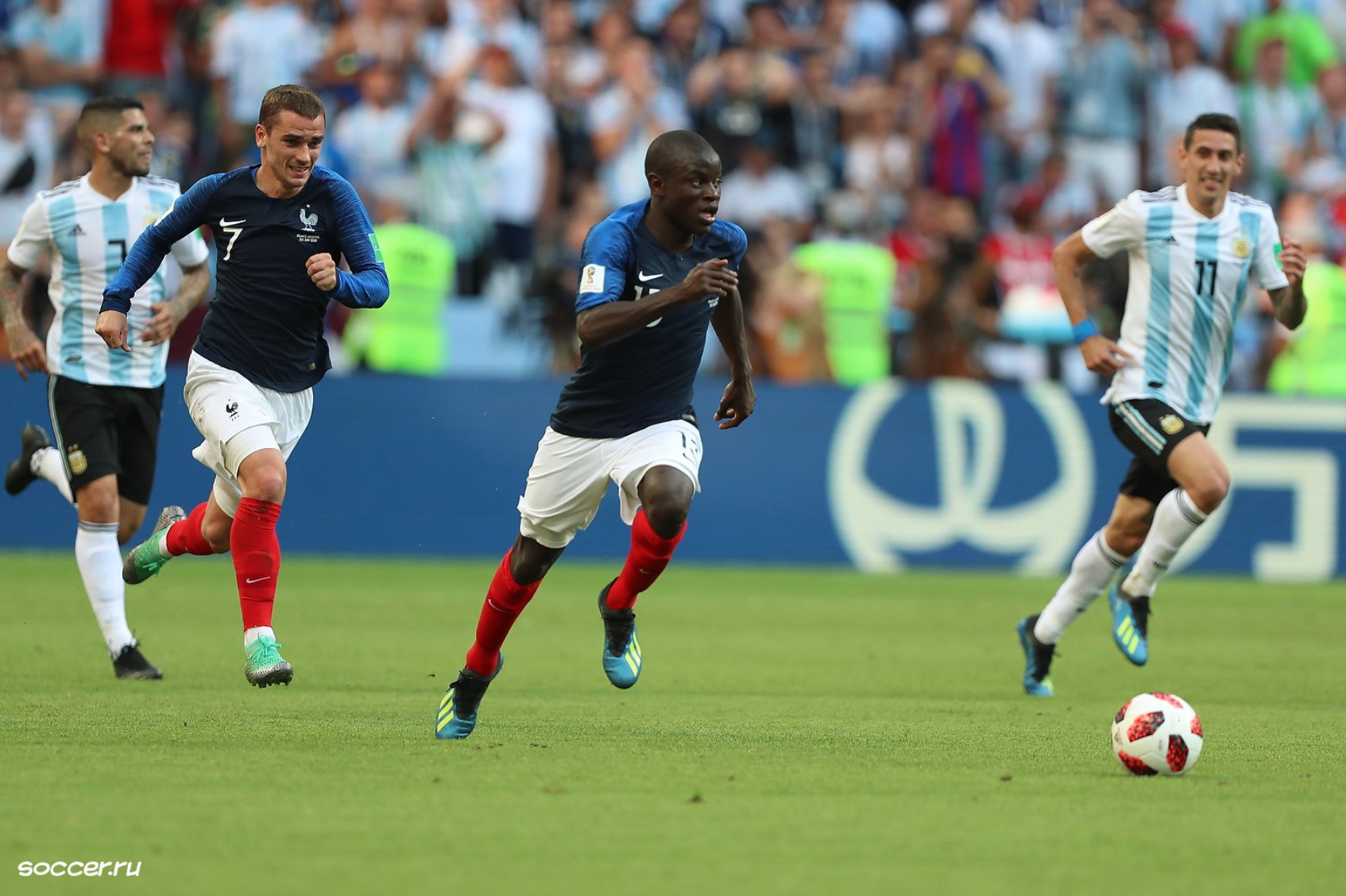
Encuentro entre Francia y Argentina, que finalizó con victoria del primero por 4-3. Fue el partido del torneo con más goles, junto al Inglaterra 6-1 Panamá y al Bélgica 5-2 Túnez de la fase de grupos.

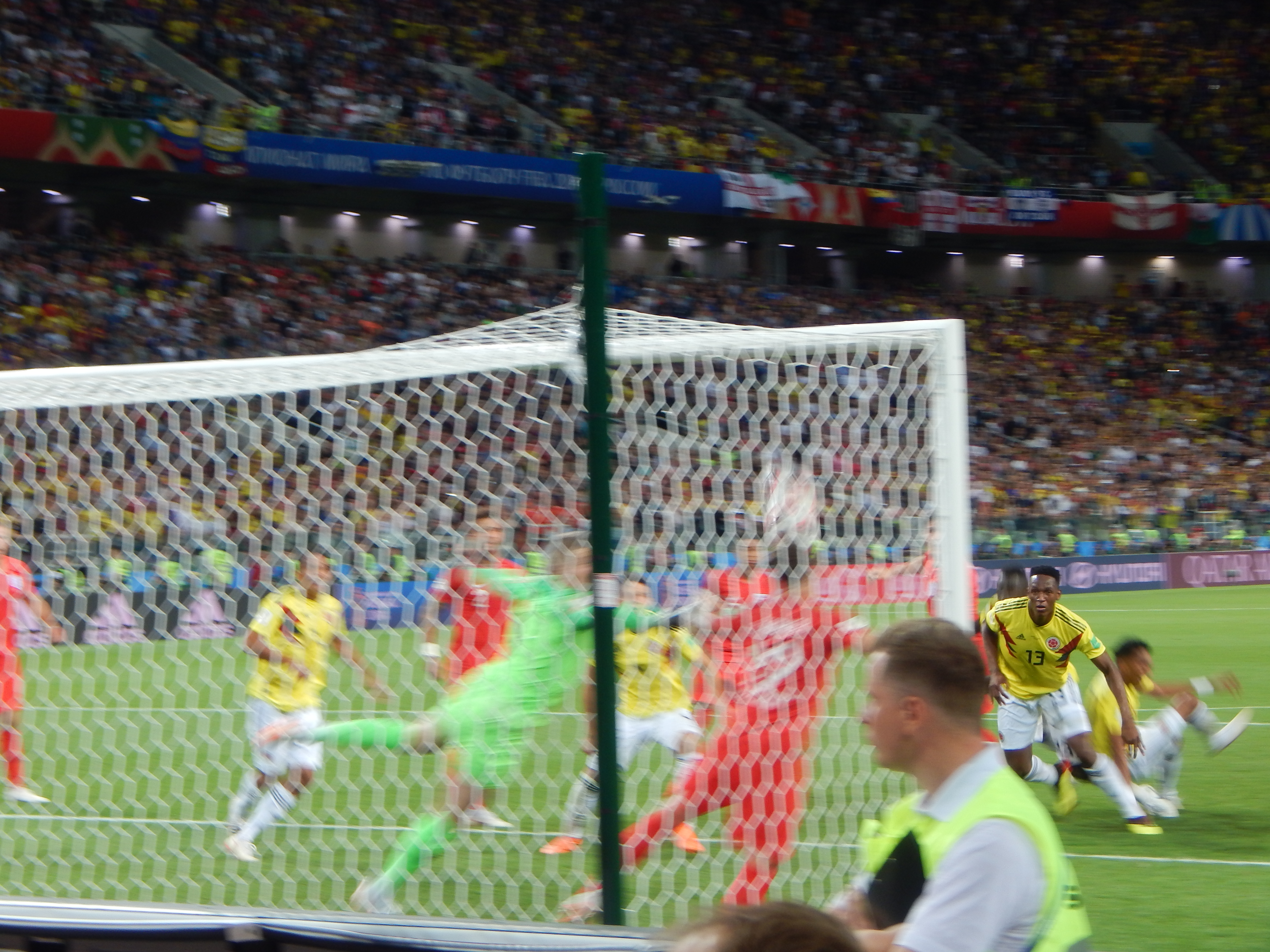
Gol de Yerry Mina que logró el empate entre Colombia e Inglaterra.

El cuadro final se vio ampliamente liderado por las selecciones europeas: diez de los dieciséis clasificados pertenecían a la UEFA, situación que no se presentaba desde la edición de 2006. Sudamérica contó también con un alto porcentaje de efectividad, ya que cuatro de los cinco seleccionados mundialistas provenientes de la Conmebol lograron acceder a la fase de eliminación. El primer encuentro de los octavos de final tuvo a Francia y Argentina como protagonistas. A pesar de la iniciativa presentada por el equipo albiceleste, el cuadro galo se puso en ventaja tempranamente con un tanto de Antoine Griezmann de penalti, originado por una infracción de Marcos Rojo sobre Kylian Mbappé, tras una veloz corrida de este último desde la mitad de la cancha. Argentina recién pudo igualar el encuentro a pocos minutos del final de la primera mitad, gracias a un potente remate de zurda de Ángel Di María desde fuera del área. El inicio del segundo tiempo alimentó nuevamente las esperanzas del conjunto sudamericano, al conseguir dar vuelta el marcador con un gol de Gabriel Mercado. Sin embargo, el poderío ofensivo francés, sumado a las falencias defensivas presentadas por el cuadro argentino, resultaron determinantes en el desarrollo del encuentro, y en un lapso de once minutos Francia anotó tres tantos que fueron suficientes para terminar de inclinar la balanza a su favor, dos de ellos convertidos por Kylian Mbappé, y el restante por Benjamin Pavard, cuyo gol terminó siendo elegido, posteriormente, como el mejor del Mundial. Argentina sólo alcanzó a descontar gracias a un cabezazo de Sergio Agüero en tiempo añadido.
Uruguay y Portugal se enfrentaron en el siguiente partido de los octavos de final, que tuvo a Edinson Cavani como principal intérprete. El delantero charrúa se despachó con dos goles en el encuentro que se llevó a cabo en Sochi, pero no pudo disputar los 90 minutos tras sufrir una lesión que, a la postre, lo terminaría marginando del resto de la Copa del Mundo. Portugal, que acabó perdiendo 1-2, había alcanzado el empate transitorio con un cabezazo de Pepe a los diez minutos del segundo tiempo. Fue así como uruguayos y franceses acabaron enfrentándose en la ronda de cuartos de final. Tras haber padecido por momentos las situaciones generadas por el cuadro sudamericano —en su mayoría poco peligrosas y bien intervenidas por el portero Hugo Lloris—, Francia abrió el marcador con un cabezazo de Raphaël Varane a cinco minutos del cierre de la primera mitad. Ya con el marcador en contra, Uruguay intentó tomar dominio del encuentro y ampliar su poderío en ataque con los ingresos de Cristian Rodríguez y Maximiliano Gómez, pero una falla en el control del balón por parte del guardameta Fernando Muslera tras un débil remate de Antoine Griezmann desde fuera del área terminaron de enterrar sus posibilidades. Francia se llevó el encuentro y regresó a la instancia de semifinales en una Copa del Mundo tras doce años.
Una llave del cuadro de octavos tuvo como protagonistas a cuatro equipos europeos. Por un lado, Rusia, que accedió a la segunda ronda de una Copa Mundial por primera vez desde 1986, enfrentó a España. El cuadro ibérico abrió el marcador de manera temprana por un autogol de Serguéi Ignashévich, pero el seleccionado local alcanzó el empate a pocos minutos del final del primer tiempo con un tanto de Artiom Dziuba de penalti. En el complemento, España intentó sin éxito retomar la ventaja, chocando reiteradamente con la férrea línea defensiva rusa. El desarrollo no varió demasiado durante la prórroga, período en el que el portero Ígor Akinféyev acabó siendo determinante, al contener varias de las oportunidades generadas por el conjunto dirigido por Fernando Hierro. El tiempo extra culminó empatado 1-1, por lo que el ganador debió definirse por intermedio de los tiros desde el punto penal. En la tanda, el guardameta ruso se terminó de consagrar como la gran figura, tapando los tiros de Koke e Iago Aspas, y Rusia clasificó a los cuartos de final de una Copa del Mundo después de 48 años.
En el otro cruce, Croacia jugó ante Dinamarca. Mathias Jørgensen marcó antes del minuto de juego, poniendo en ventaja al cuadro nórdico, pero el delantero croata Mario Mandžukić igualó el partido sólo tres minutos después. Durante el tiempo reglamentario, ambos equipos tuvieron repetidas oportunidades para llevarse el triunfo, aunque ninguno pudo volver a convertir. Sobre el final de la prórroga, el portero danés Kasper Schmeichel le contuvo un penalti a Luka Modrić, que podría haber definido el encuentro en favor de los croatas. Sin embargo, en la tanda de penaltis, el arquero figura fue Danijel Subašić, que tapó los remates de Christian Eriksen, Lasse Schøne y Nicolai Jørgensen. Croacia avanzó para enfrentar a Rusia en cuartos. El seleccionado local logró adelantarse en el marcador gracias a un remate de Denís Chéryshev a la media hora de juego, pero Andrej Kramarić lo empató poco antes de la finalización del primer tiempo. A pesar de los esfuerzos de ambos equipos, la igualdad fue inevitable y el partido llegó a la prórroga. En el cierre del primer período suplementario, Domagoj Vida puso en ventaja al conjunto balcánico, pero sobre el final del tiempo extra, Mário Fernandes volvió a poner el encuentro en tablas. La definición por penales vio ganadora a la selección croata, que regresó a las semifinales de una Copa Mundial tras 20 años.

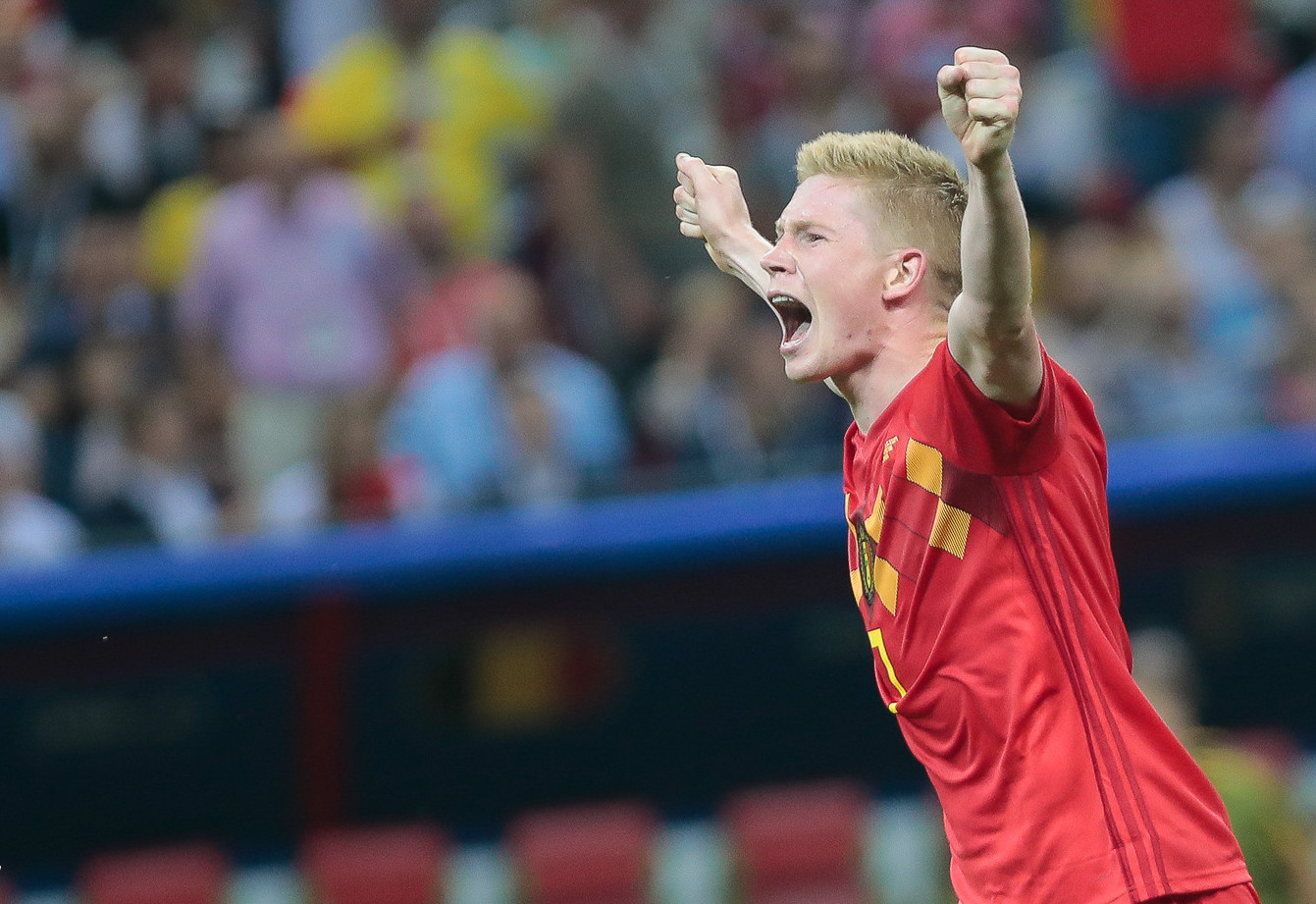
Kevin De Bruyne celebrando la victoria de Bélgica ante Brasil, y la consecuente clasificación para semifinales.

Brasil debió cruzarse a un aguerrido equipo de México. El scratch logró marcar recién a los 5 minutos del segundo tiempo, por intermedio de Neymar, tras una primera parte equilibrada en la que ambos cuadros presentaron aproximaciones al área rival. Pese a sus intentos, el conjunto norteamericano no pudo romper la barrera defensiva brasileña. A minutos del final, Roberto Firmino marcó el 2-0 que resultó ser definitivo. El otro enfrentamiento se produjo entre Bélgica y Japón. La notable diferencia de jerarquía entre ambos equipos permitía pensar que la victoria belga sería holgada; no obstante, la selección asiática, tras aguantar exitosamente los ataques rivales durante todo el primer tiempo, sorprendió a todos al anotar dos goles (Genki Haraguchi y Takashi Inui) en los primeros siete minutos del complemento. Pese a ello, el seleccionado europeo pudo igualar el partido gracias a los cabezazos de Jan Vertonghen y Marouane Fellaini. Ya en tiempo añadido, y tras un tiro de esquina fallido del conjunto nipón, un feroz contraataque permitió que el belga Nacer Chadli marcara el 3-2 y sellara la remontada. En el cruce de cuartos, los diablos rojos pudieron ponerse en ventaja sin problemas ante Brasil, gracias a los goles de Fernandinho, en contra, y Kevin De Bruyne. El brasileño Renato Augusto achicó la diferencia, pero aun así, el cuadro sudamericano no logró llegar al empate, y Bélgica clasificó a semifinales por primera vez desde 1986.
Suecia y Suiza se vieron las caras en el séptimo encuentro de la ronda de octavos. Desde el inicio del encuentro, se hizo visible la superioridad del conjunto nórdico, que alcanzó a tener varias llegadas de gol bien defendidas por la defensa helvética y por el portero Yann Sommer. Recién al minuto 20 de la segunda mitad, un remate del sueco Emil Forsberg desde la medialuna del área, desviado en el defensa Manuel Akanji, logró colarse en el ángulo derecho del guardameta suizo. Fue el único gol del partido, y Suecia accedió a los cuartos de final, instancia a la que no llegaba desde 1994. El último partido de la fase cruzó a Inglaterra con Colombia. El equipo europeo manejó el partido desde el inicio, pero sólo pudo quebrar la valla de David Ospina gracias al penalti que Harry Kane convirtió en el minuto 57. Sobre el cierre del juego, un derechazo de larga distancia de Mateus Uribe fue desviado por el guardameta británico Jordan Pickford al córner; de tal tiro de esquina llegó el empate de Yerry Mina, tras un cabezazo de pique al suelo que acabó metiéndose en la esquina superior derecha del arco defendido por el portero inglés. Luego de una prórroga con pocas emociones, el seleccionado inglés obtuvo la clasificación por medio de la tanda de penaltis, como consecuencia de los fallos de Mateus Uribe (contra el travesaño) y Carlos Bacca (contenido por el arquero Pickford). Fue la primera vez en su historia mundialista en la que el equipo británico vencía desde los doce pasos. En la llave de cuartos, que enfrentó a los dos ganadores, Inglaterra se puso en ventaja a la media hora de juego con un gol de cabeza de Harry Maguire. Suecia tuvo la oportunidad de igualar al inicio del segundo período con un cabezazo de Marcus Berg, pero Jordan Pickford logró desviar el remate. Dele Alli marcó el 2-0 a los 59 minutos de juego. A pesar de los incansables intentos, Suecia no logró romper con el cero en el arco británico, e Inglaterra se metió en semifinales por primera vez desde 1990.

## Fase de grupos
La programación de los partidos fue anunciada en San Petersburgo el 24 de julio de 2015. El 3 de diciembre de 2015, el Comité Ejecutivo de la FIFA anunció la hora local de los partidos: el inaugural y la final se jugarán a las 18:00; los partidos correspondientes a la fase de grupos, a las 13:00, 15:00, 16:00, 18:00, 19:00, 21:00 y 22:00; los partidos de eliminación directa, a las 17:00 y 21:00; y las semifinales, a las 21:00. El calendario oficial con los horarios fue confirmado el 18 de marzo de 2016.
- Los horarios son correspondientes a la hora local Kaliningrado (UTC+2), Samara (UTC+4), Ekaterimburgo (UTC+5) y resto de sedes (UTC+3)

### Grupo A

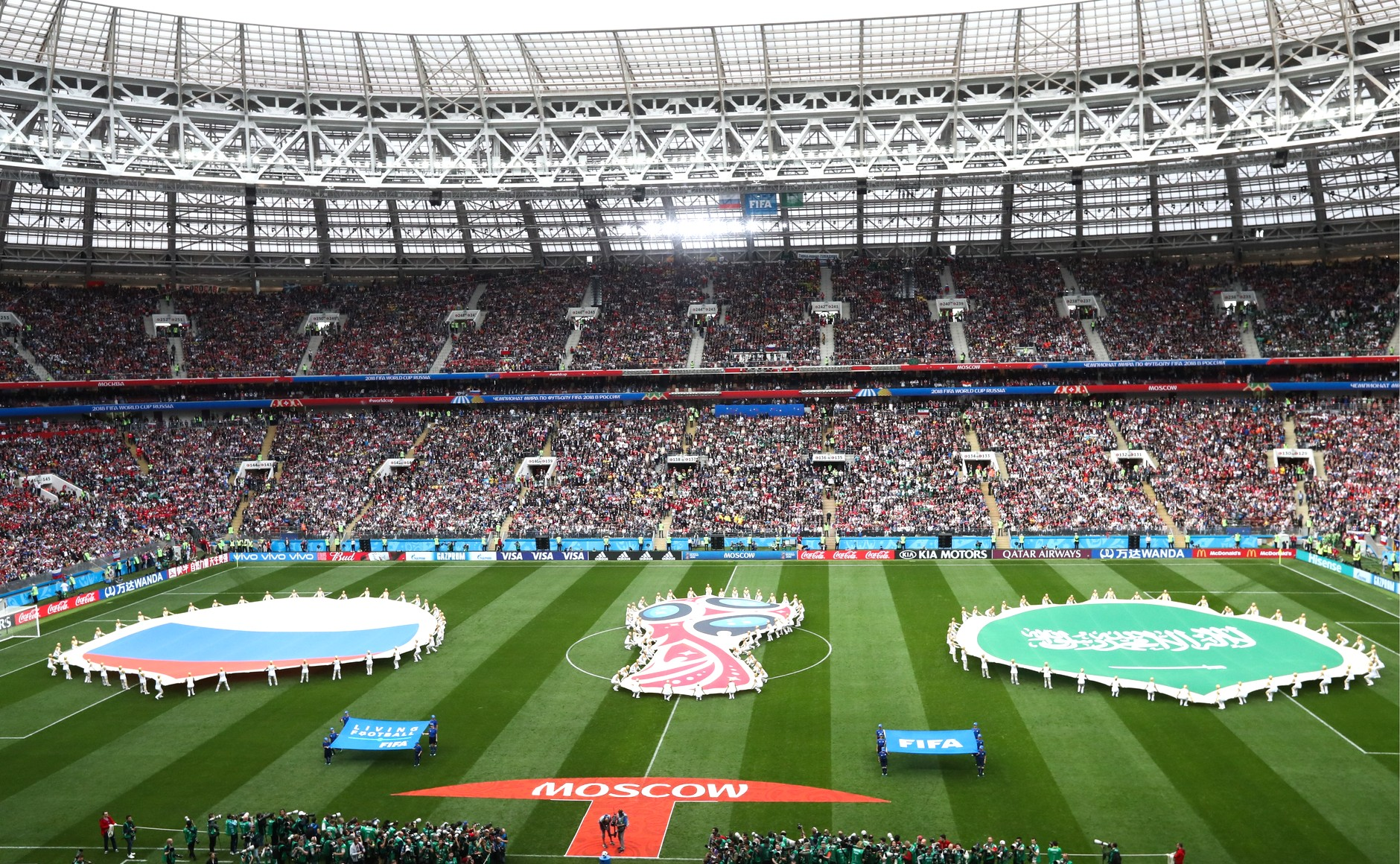
Ceremonia previa al partido inaugural de Rusia contra Arabia Saudita.

| Selección      | Pts | PJ | PG | PE | PP | GF | GC | Dif |
| -------------- | --- | -- | -- | -- | -- | -- | -- | --- |
| Uruguay        | 9   | 3  | 3  | 0  | 0  | 5  | 0  | 5   |
| Rusia          | 6   | 3  | 2  | 0  | 1  | 8  | 4  | 4   |
| Arabia Saudita | 3   | 3  | 1  | 0  | 2  | 2  | 7  | –5  |
| Egipto         | 0   | 3  | 0  | 0  | 3  | 2  | 6  | –4  |

| 14 de junio de 2018 | Rusia                                                                 | 5:0 (2:0) | Arabia Saudita | Estadio Olímpico Luzhnikí, Moscú                          |                                                           |
| 18:00 MSK (UTC+3)   | Gazinski 12' · Chéryshev 43', 90+1' · Dziuba 71' · Golovín 90+4' (TL) | Reporte   |                | Asistencia: 78 011 espectadores Árbitro(s): Néstor Pitana | Asistencia: 78 011 espectadores Árbitro(s): Néstor Pitana |

| 15 de junio de 2018 | Egipto | 0:1 (0:0) | Uruguay     | Ekaterimburgo Arena, Ekaterimburgo                        |                                                           |
| 17:00 YEKT (UTC+5)  |        | Reporte   | Giménez 89' | Asistencia: 27 015 espectadores Árbitro(s): Björn Kuipers | Asistencia: 27 015 espectadores Árbitro(s): Björn Kuipers |

| 19 de junio de 2018 | Rusia                                  | 3:1 (0:0) | Egipto           | Estadio Krestovski, San Petersburgo                         |                                                             |
| 21:00 MSK (UTC+3)   | Fathy 47' · Chéryshev 59' · Dziuba 62' | Reporte   | Salah 73' (pen.) | Asistencia: 64 468 espectadores Árbitro(s): Enrique Cáceres | Asistencia: 64 468 espectadores Árbitro(s): Enrique Cáceres |

| 20 de junio de 2018 | Uruguay    | 1:0 (1:0) | Arabia Saudita | Rostov Arena, Rostov del Don                               |                                                            |
| 18:00 MSK (UTC+3)   | Suárez 23' | Reporte   |                | Asistencia: 42 678 espectadores Árbitro(s): Clément Turpin | Asistencia: 42 678 espectadores Árbitro(s): Clément Turpin |

| 25 de junio de 2018 | Uruguay                                      | 3:0 (2:0) | Rusia | Samara Arena, Samara                                        |                                                             |
| 18:00 SAMT (UTC+4)  | Suárez 10' (TL) · Chéryshev 23' · Cavani 90' | Reporte   |       | Asistencia: 41 970 espectadores Árbitro(s): Malang Diedhiou | Asistencia: 41 970 espectadores Árbitro(s): Malang Diedhiou |

| 25 de junio de 2018 | Arabia Saudita                           | 2:1 (1:1) | Egipto    | Volgogrado Arena, Volgogrado                              |                                                           |
| 17:00 MSK (UTC+3) | Al-Faraj 45+6' (pen.) · Al-Dawsari 90+5' | Reporte   | Salah 22' | Asistencia: 36 823 espectadores Árbitro(s): Wilmar Roldán | Asistencia: 36 823 espectadores Árbitro(s): Wilmar Roldán |
| Con 45 años, 5 meses y 10 días, el arquero egipcio Essam El-Hadary se convirtió en el jugador más longevo en disputar un partido de una Copa del Mundo. |                                          |           |           |                                                           |                                                           |

### Grupo B

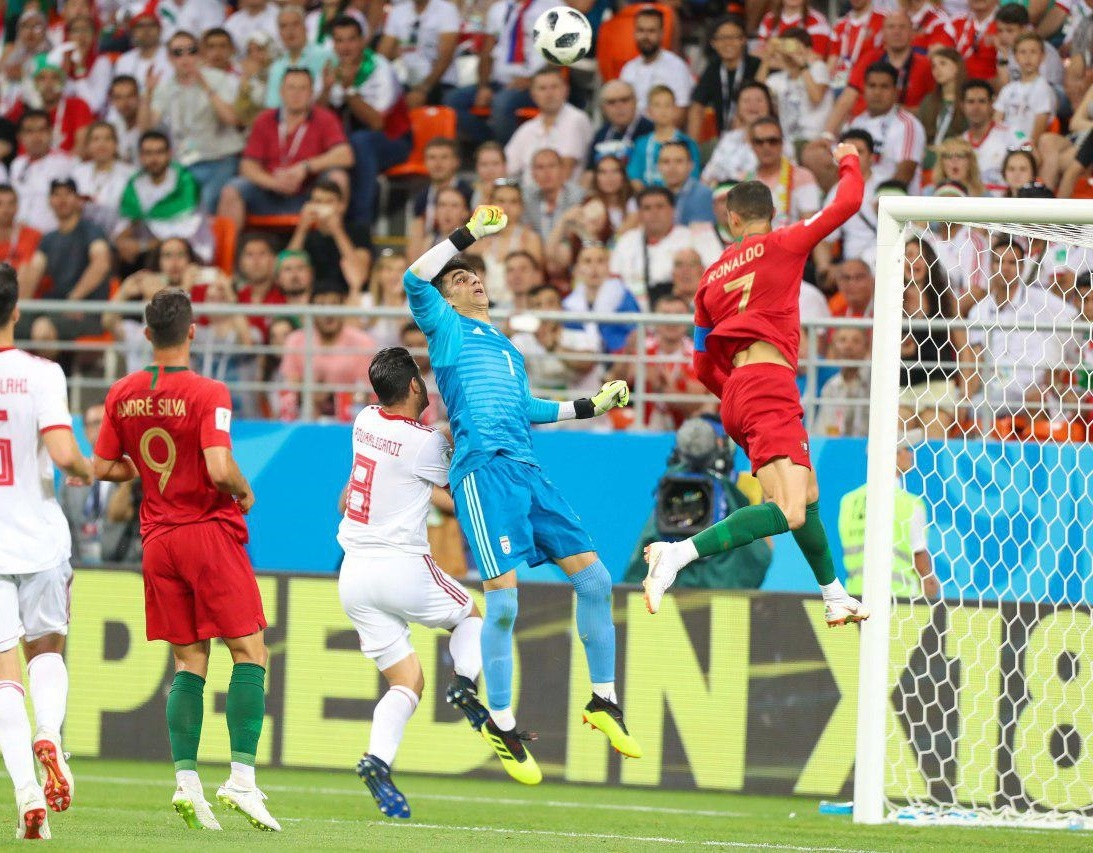
Portugal vs. Irán

| Selección | Pts | PJ | PG | PE | PP | GF | GC | Dif |
| --------- | --- | -- | -- | -- | -- | -- | -- | --- |
| España    | 5   | 3  | 1  | 2  | 0  | 6  | 5  | 1   |
| Portugal  | 5   | 3  | 1  | 2  | 0  | 5  | 4  | 1   |
| Irán      | 4   | 3  | 1  | 1  | 1  | 2  | 2  | 0   |
| Marruecos | 1   | 3  | 0  | 1  | 2  | 2  | 4  | –2  |

| 15 de junio de 2018                                 | Marruecos | 0:1 (0:0) | Irán                    | Estadio Krestovski, San Petersburgo                      |                                                          |
| 18:00 MSK (UTC+3)                                   |           | Reporte   | Bouhaddouz 90+5' (a.g.) | Asistencia: 62 548 espectadores Árbitro(s): Cüneyt Çakır | Asistencia: 62 548 espectadores Árbitro(s): Cüneyt Çakır |
| Bouhaddouz marcó el primer autogol de este mundial. |           |           |                         |                                                          |                                                          |

| 15 de junio de 2018 | Portugal                         | 3:3 (2:1) | España                     | Estadio Fisht, Sochi                                        |                                                             |
| 21:00 MSK (UTC+3)   | Ronaldo 4' (pen.), 44', 88' (TL) | Reporte   | Costa 24', 55' · Nacho 58' | Asistencia: 43 866 espectadores Árbitro(s): Gianluca Rocchi | Asistencia: 43 866 espectadores Árbitro(s): Gianluca Rocchi |

| 20 de junio de 2018 | Portugal   | 1:0 (1:0) | Marruecos | Estadio Olímpico Luzhnikí, Moscú                        |                                                         |
| 15:00 MSK (UTC+3)   | Ronaldo 4' | Reporte   |           | Asistencia: 78 011 espectadores Árbitro(s): Mark Geiger | Asistencia: 78 011 espectadores Árbitro(s): Mark Geiger |

| 20 de junio de 2018 | Irán | 0:1 (0:0) | España    | Kazán Arena, Kazán                                       |                                                          |
| 21:00 MSK (UTC+3)   |      | Reporte   | Costa 54' | Asistencia: 42 718 espectadores Árbitro(s): Andrés Cunha | Asistencia: 42 718 espectadores Árbitro(s): Andrés Cunha |

| 25 de junio de 2018 | Irán                    | 1:1 (0:1) | Portugal     | Mordovia Arena, Saransk                                     |                                                             |
| 21:00 MSK (UTC+3)   | Ansarifard 90+3' (pen.) | Reporte   | Quaresma 45' | Asistencia: 41 685 espectadores Árbitro(s): Enrique Cáceres | Asistencia: 41 685 espectadores Árbitro(s): Enrique Cáceres |

| 25 de junio de 2018 | España                 | 2:2 (1:1) | Marruecos                   | Arena Baltika, Kaliningrado                                 |                                                             |
| 20:00 KALT (UTC+2)  | Isco 19' · Aspas 90+1' | Reporte   | Boutaïb 14' · En-Nesyri 81' | Asistencia: 33 973 espectadores Árbitro(s): Ravshan Irmatov | Asistencia: 33 973 espectadores Árbitro(s): Ravshan Irmatov |

### Grupo C

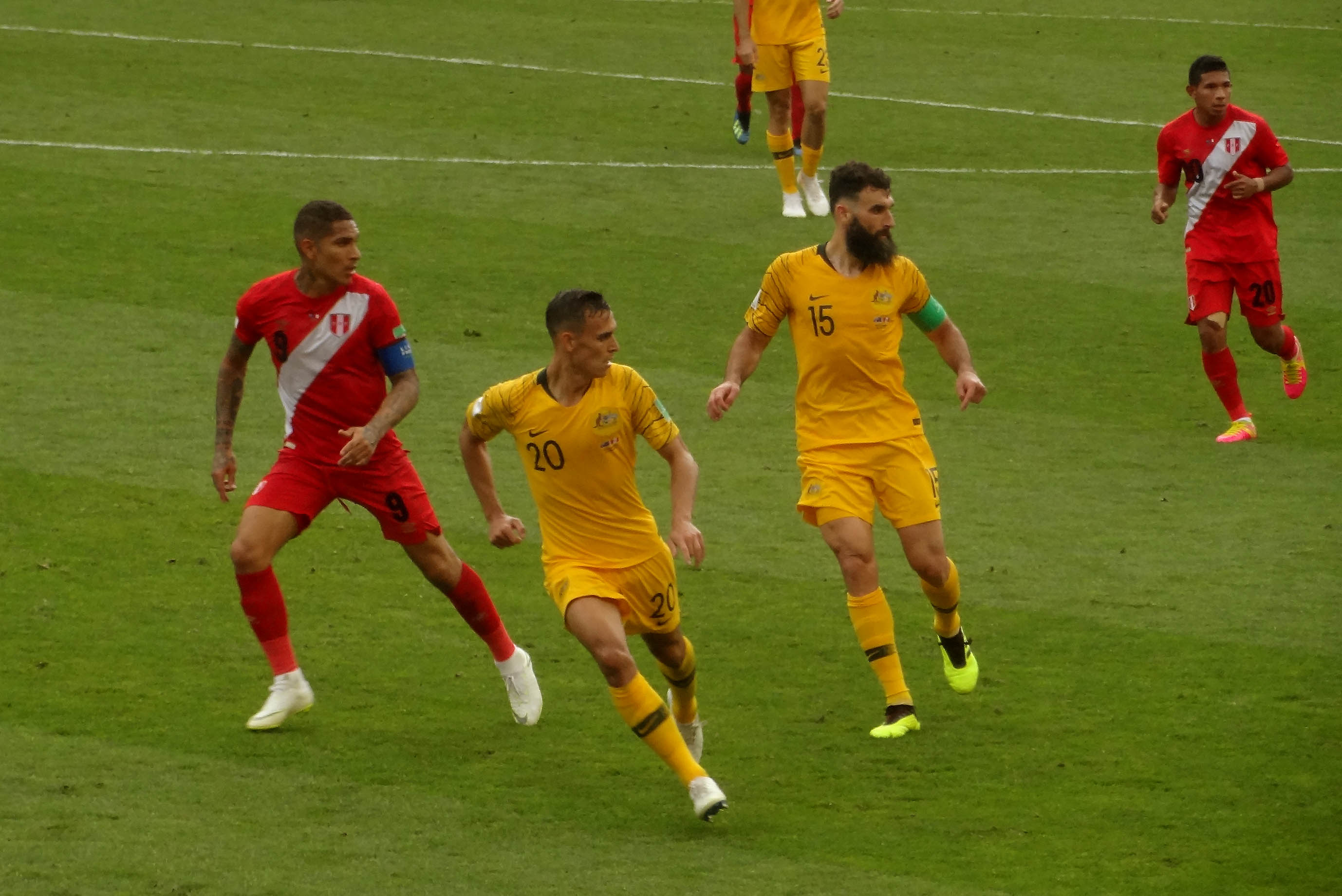
Australia contra Perú

| Selección | Pts | PJ | PG | PE | PP | GF | GC | Dif |
| --------- | --- | -- | -- | -- | -- | -- | -- | --- |
| Francia   | 7   | 3  | 2  | 1  | 0  | 3  | 1  | 2   |
| Dinamarca | 5   | 3  | 1  | 2  | 0  | 2  | 1  | 1   |
| Perú      | 3   | 3  | 1  | 0  | 2  | 2  | 2  | 0   |
| Australia | 1   | 3  | 0  | 1  | 2  | 2  | 5  | –3  |

| 16 de junio de 2018                                                               | Francia                           | 2:1 (0:0) | Australia          | Kazán Arena, Kazán                                       |                                                          |
| 13:00 MSK (UTC+3)                                                                 | Griezmann 58' (pen.) · Behich 81' | Reporte   | Jedinak 62' (pen.) | Asistencia: 41 279 espectadores Árbitro(s): Andrés Cunha | Asistencia: 41 279 espectadores Árbitro(s): Andrés Cunha |
| Primera vez que se utiliza el VAR en una Copa del Mundo para conceder un penalti. |                                   |           |                    |                                                          |                                                          |

| 16 de junio de 2018 | Perú | 0:1 (0:0) | Dinamarca   | Mordovia Arena, Saransk                                    |                                                            |
| 19:00 MSK (UTC+3)   |      | Reporte   | Poulsen 59' | Asistencia: 40 502 espectadores Árbitro(s): Bakary Gassama | Asistencia: 40 502 espectadores Árbitro(s): Bakary Gassama |

| 21 de junio de 2018 | Dinamarca  | 1:1 (1:1) | Australia          | Samara Arena, Samara                                            |                                                                 |
| 16:00 SAMT (UTC+4)  | Eriksen 7' | Reporte   | Jedinak 38' (pen.) | Asistencia: 40 727 espectadores Árbitro(s): Antonio Mateu Lahoz | Asistencia: 40 727 espectadores Árbitro(s): Antonio Mateu Lahoz |

| 21 de junio de 2018 | Francia    | 1:0 (1:0) | Perú | Ekaterimburgo Arena, Ekaterimburgo                                  |                                                                     |
| 20:00 YEKT (UTC+5)  | Mbappé 34' | Reporte   |      | Asistencia: 32 789 espectadores Árbitro(s): Mohammed Abdulla Hassan | Asistencia: 32 789 espectadores Árbitro(s): Mohammed Abdulla Hassan |

| 26 de junio de 2018                                            | Dinamarca | 0:0     | Francia | Estadio Olímpico Luzhnikí, Moscú                         |                                                          |
| 17:00 MSK (UTC+3)                                              |           | Reporte |         | Asistencia: 78 011 espectadores Árbitro(s): Sandro Ricci | Asistencia: 78 011 espectadores Árbitro(s): Sandro Ricci |
| Único partido de la Copa del Mundo 2018 que terminó sin goles. |           |         |         |                                                          |                                                          |

| 26 de junio de 2018 | Australia | 0:2 (0:1) | Perú                        | Estadio Fisht, Sochi                                       |                                                            |
| 17:00 MSK (UTC+3)   |           | Reporte   | Carrillo 18' · Guerrero 50' | Asistencia: 44 073 espectadores Árbitro(s): Sergei Karasev | Asistencia: 44 073 espectadores Árbitro(s): Sergei Karasev |

### Grupo D

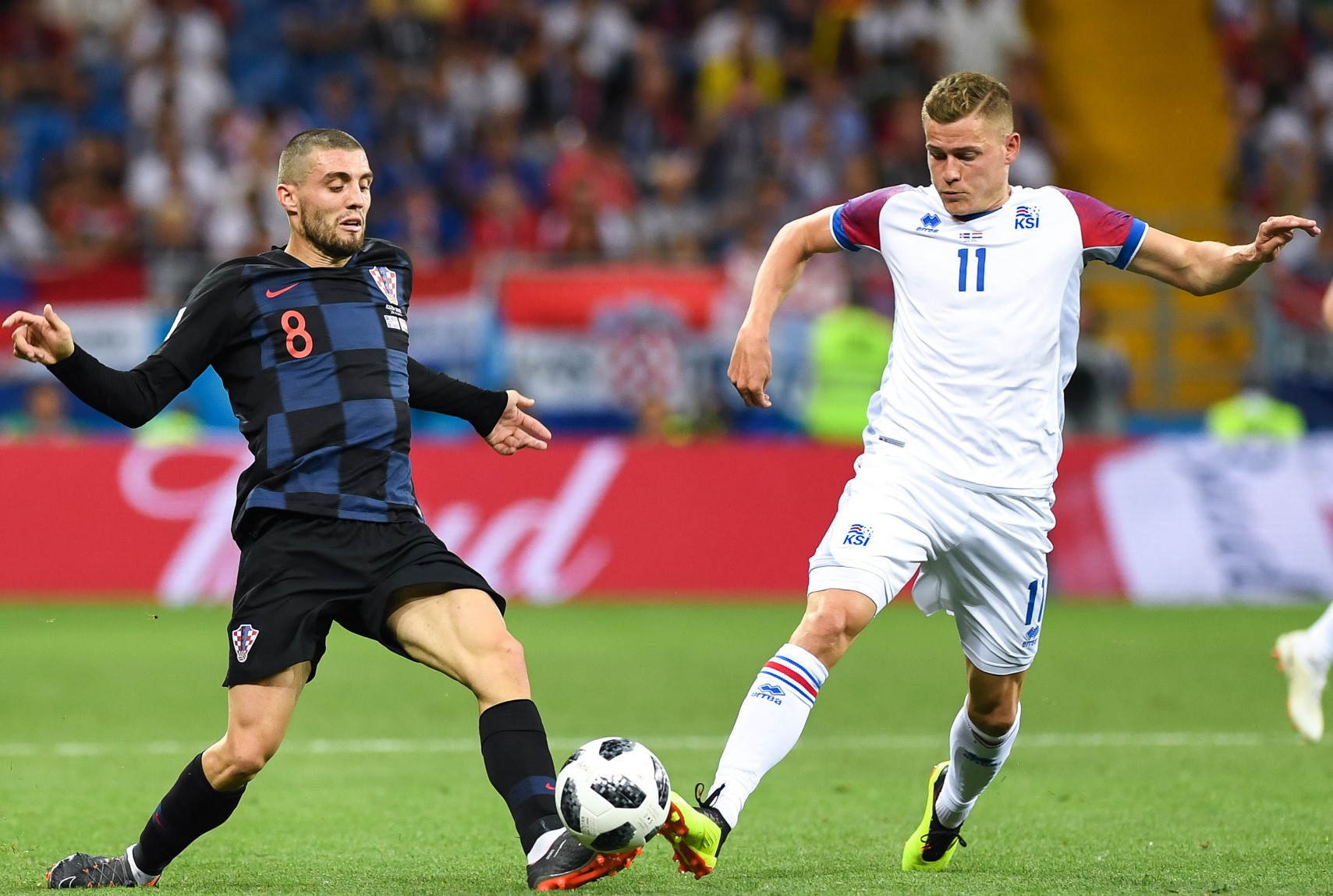
Islandia contra Croacia

| Selección | Pts | PJ | PG | PE | PP | GF | GC | Dif |
| --------- | --- | -- | -- | -- | -- | -- | -- | --- |
| Croacia   | 9   | 3  | 3  | 0  | 0  | 7  | 1  | 6   |
| Argentina | 4   | 3  | 1  | 1  | 1  | 3  | 5  | –2  |
| Nigeria   | 3   | 3  | 1  | 0  | 2  | 3  | 4  | –1  |
| Islandia  | 1   | 3  | 0  | 1  | 2  | 2  | 5  | –3  |

| 16 de junio de 2018 | Argentina  | 1:1 (1:1) | Islandia        | Otkrytie Arena, Moscú                                        |                                                              |
| 16:00 MSK (UTC+3) | Agüero 19' | Reporte   | Finnbogason 23' | Asistencia: 44 190 espectadores Árbitro(s): Szymon Marciniak | Asistencia: 44 190 espectadores Árbitro(s): Szymon Marciniak |
| Islandia hizo su debut absoluto en una Copa Mundial de Fútbol, además Alfreð Finnbogason anotó el primer gol de Islandia en Mundiales. |            |           |                 |                                                              |                                                              |

| 16 de junio de 2018 | Croacia                       | 2:0 (1:0) | Nigeria | Arena Baltika, Kaliningrado                              |                                                          |
| 21:00 KALT (UTC+2)  | Etebo 32' · Modrić 71' (pen.) | Reporte   |         | Asistencia: 31 136 espectadores Árbitro(s): Sandro Ricci | Asistencia: 31 136 espectadores Árbitro(s): Sandro Ricci |

| 21 de junio de 2018 | Argentina | 0:3 (0:0) | Croacia                                | Estadio de Nizhni Nóvgorod, Nizhni Nóvgorod                 |                                                             |
| 21:00 MSK (UTC+3)   |           | Reporte   | Rebić 53' · Modrić 80' · Rakitić 90+1' | Asistencia: 43 319 espectadores Árbitro(s): Ravshan Irmatov | Asistencia: 43 319 espectadores Árbitro(s): Ravshan Irmatov |

| 22 de junio de 2018 | Nigeria       | 2:0 (0:0) | Islandia | Volgogrado Arena, Volgogrado                               |                                                            |
| 18:00 MSK (UTC+3)   | Musa 49', 75' | Reporte   |          | Asistencia: 40 904 espectadores Árbitro(s): Matthew Conger | Asistencia: 40 904 espectadores Árbitro(s): Matthew Conger |

| 26 de junio de 2018                                   | Nigeria          | 1:2 (0:1) | Argentina            | Estadio Krestovski, San Petersburgo                      |                                                          |
| 21:00 MSK (UTC+3)                                     | Moses 51' (pen.) | Reporte   | Messi 14' · Rojo 86' | Asistencia: 64 468 espectadores Árbitro(s): Cüneyt Çakır | Asistencia: 64 468 espectadores Árbitro(s): Cüneyt Çakır |
| Lionel Messi anotó el gol 100 en esta Copa del Mundo. |                  |           |                      |                                                          |                                                          |

| 26 de junio de 2018 | Islandia              | 1:2 (0:0) | Croacia                  | Rostov Arena, Rostov del Don                                    |                                                                 |
| 21:00 MSK (UTC+3)   | Sigurðsson 76' (pen.) | Reporte   | Badelj 53' · Perišić 90' | Asistencia: 43 472 espectadores Árbitro(s): Antonio Mateu Lahoz | Asistencia: 43 472 espectadores Árbitro(s): Antonio Mateu Lahoz |

### Grupo E

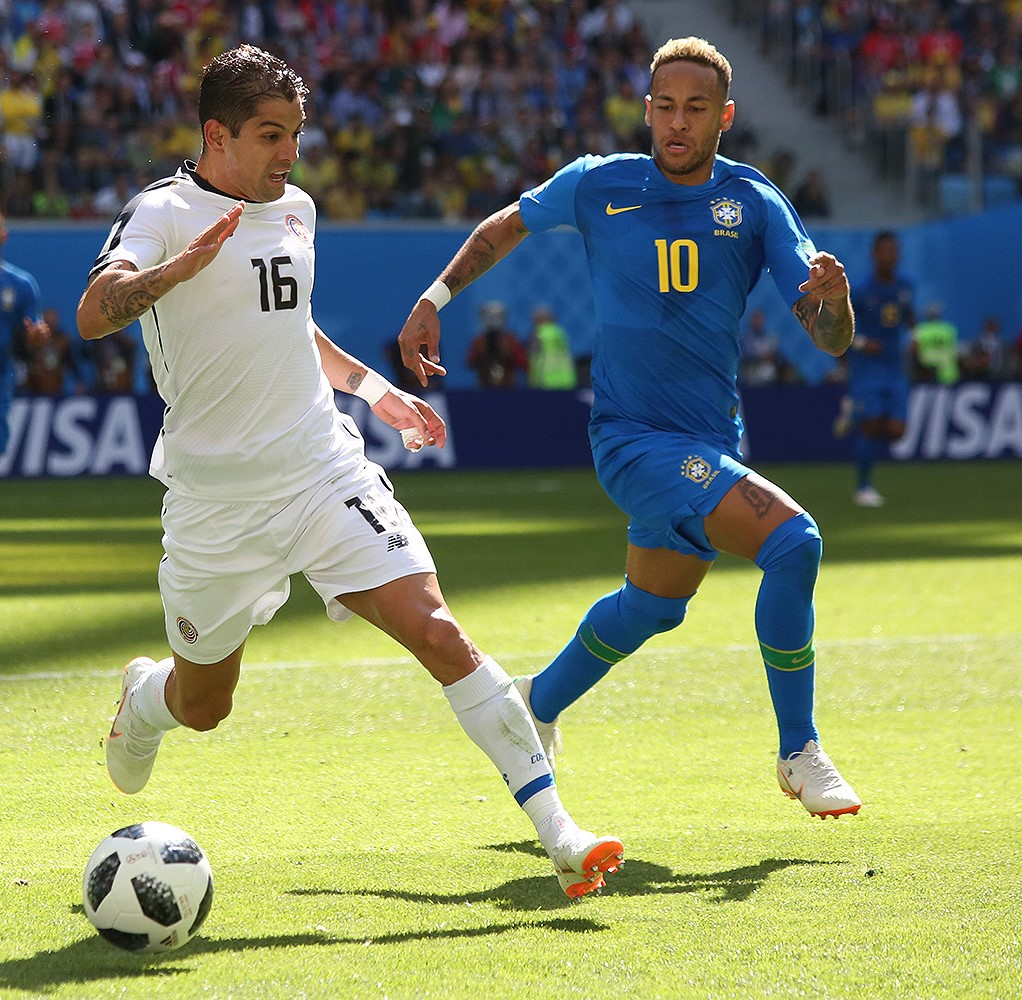
Brasil contra Costa Rica

| Selección  | Pts | PJ | PG | PE | PP | GF | GC | Dif |
| ---------- | --- | -- | -- | -- | -- | -- | -- | --- |
| Brasil     | 7   | 3  | 2  | 1  | 0  | 5  | 1  | 4   |
| Suiza      | 5   | 3  | 1  | 2  | 0  | 5  | 4  | 1   |
| Serbia     | 3   | 3  | 1  | 0  | 2  | 2  | 4  | –2  |
| Costa Rica | 1   | 3  | 0  | 1  | 2  | 2  | 5  | –3  |

| 17 de junio de 2018 | Costa Rica | 0:1 (0:0) | Serbia           | Samara Arena, Samara                                        |                                                             |
| 16:00 SAMT (UTC+4)  |            | Reporte   | Kolarov 56' (TL) | Asistencia: 41 432 espectadores Árbitro(s): Malang Diedhiou | Asistencia: 41 432 espectadores Árbitro(s): Malang Diedhiou |

| 17 de junio de 2018 | Brasil       | 1:1 (1:0) | Suiza     | Rostov Arena, Rostov del Don                            |                                                         |
| 21:00 MSK (UTC+3)   | Coutinho 20' | Reporte   | Zuber 50' | Asistencia: 43 109 espectadores Árbitro(s): César Ramos | Asistencia: 43 109 espectadores Árbitro(s): César Ramos |

| 22 de junio de 2018 | Brasil                        | 2:0 (0:0) | Costa Rica | Estadio Krestovski, San Petersburgo                       |                                                           |
| 15:00 MSK (UTC+3)   | Coutinho 90+1' · Neymar 90+7' | Reporte   |            | Asistencia: 64 468 espectadores Árbitro(s): Björn Kuipers | Asistencia: 64 468 espectadores Árbitro(s): Björn Kuipers |

| 22 de junio de 2018 | Serbia      | 1:2 (1:0) | Suiza                   | Arena Baltika, Kaliningrado                             |                                                         |
| 20:00 KALT (UTC+2)  | Mitrović 5' | Reporte   | Xhaka 52' · Shaqiri 90' | Asistencia: 33 167 espectadores Árbitro(s): Felix Brych | Asistencia: 33 167 espectadores Árbitro(s): Felix Brych |

| 27 de junio de 2018 | Serbia | 0:2 (0:1) | Brasil                   | Otkrytie Arena, Moscú                                       |                                                             |
| 21:00 MSK (UTC+3)   |        | Reporte   | Paulinho 36' · Silva 68' | Asistencia: 44 190 espectadores Árbitro(s): Alireza Faghani | Asistencia: 44 190 espectadores Árbitro(s): Alireza Faghani |

| 27 de junio de 2018 | Suiza                    | 2:2 (1:0) | Costa Rica                | Estadio de Nizhni Nóvgorod, Nizhni Nóvgorod                |                                                            |
| 21:00 MSK (UTC+3)   | Džemaili 31' · Drmić 88' | Reporte   | Waston 56' · Sommer 90+3' | Asistencia: 43 319 espectadores Árbitro(s): Clément Turpin | Asistencia: 43 319 espectadores Árbitro(s): Clément Turpin |

### Grupo F

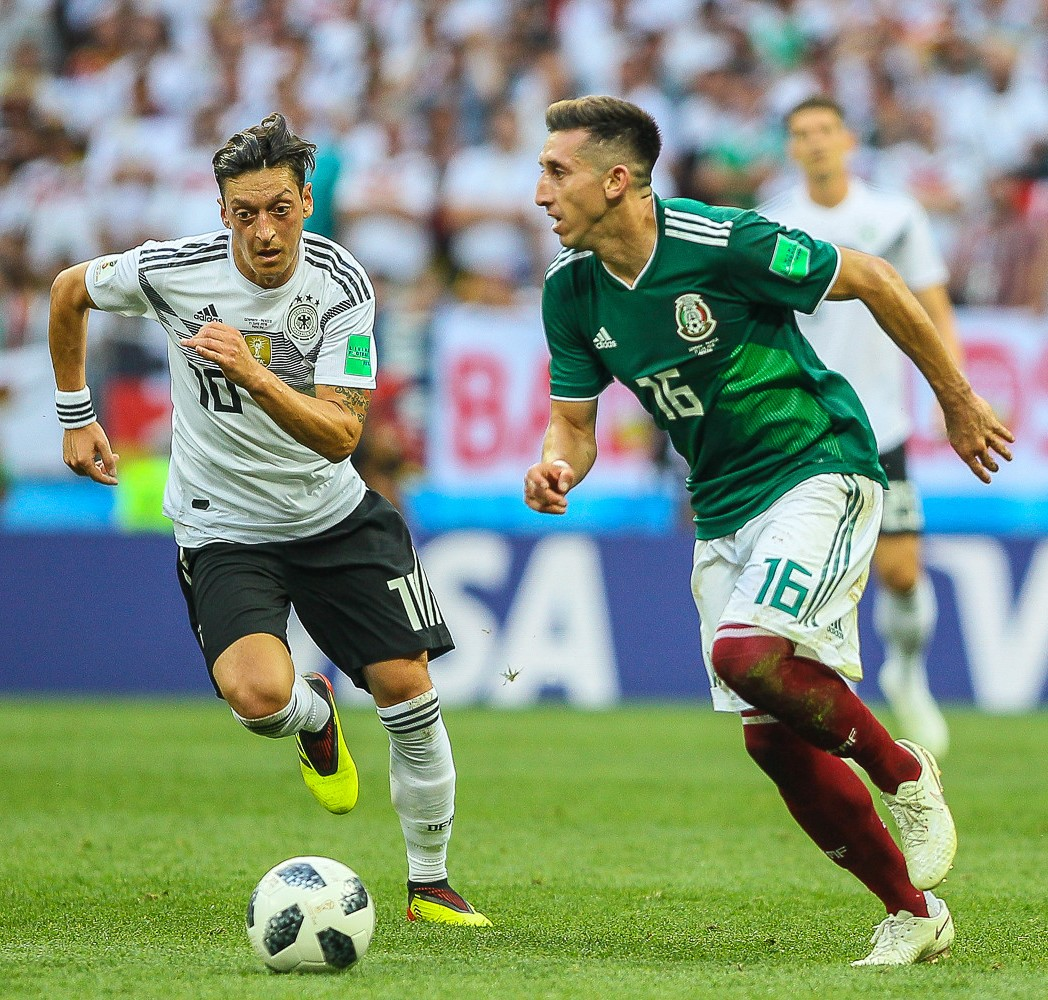
Alemania contra México

| Selección     | Pts | PJ | PG | PE | PP | GF | GC | Dif |
| ------------- | --- | -- | -- | -- | -- | -- | -- | --- |
| Suecia        | 6   | 3  | 2  | 0  | 1  | 5  | 2  | 3   |
| México        | 6   | 3  | 2  | 0  | 1  | 3  | 4  | –1  |
| Corea del Sur | 3   | 3  | 1  | 0  | 2  | 3  | 3  | 0   |
| Alemania      | 3   | 3  | 1  | 0  | 2  | 2  | 4  | –2  |

| 17 de junio de 2018 | Alemania | 0:1 (0:1) | México     | Estadio Olímpico Luzhnikí, Moscú                            |                                                             |
| 18:00 MSK (UTC+3)   |          | Reporte   | Lozano 35' | Asistencia: 78 011 espectadores Árbitro(s): Alireza Faghani | Asistencia: 78 011 espectadores Árbitro(s): Alireza Faghani |

| 18 de junio de 2018 | Suecia               | 1:0 (0:0) | Corea del Sur | Estadio de Nizhni Nóvgorod, Nizhni Nóvgorod              |                                                          |
| 15:00 MSK (UTC+3)   | Granqvist 65' (pen.) | Reporte   |               | Asistencia: 42 300 espectadores Árbitro(s): Joel Aguilar | Asistencia: 42 300 espectadores Árbitro(s): Joel Aguilar |

| 23 de junio de 2018 | Corea del Sur   | 1:2 (0:1) | México                          | Rostov Arena, Rostov del Don                              |                                                           |
| 18:00 MSK (UTC+3)   | H. M. Son 90+3' | Reporte   | Vela 26' (pen.) · Hernández 66' | Asistencia: 43 472 espectadores Árbitro(s): Milorad Mažić | Asistencia: 43 472 espectadores Árbitro(s): Milorad Mažić |

| 23 de junio de 2018 | Alemania               | 2:1 (0:1) | Suecia       | Estadio Fisht, Sochi                                         |                                                              |
| 21:00 MSK (UTC+3)   | Reus 48' · Kroos 90+5' | Reporte   | Toivonen 32' | Asistencia: 44 287 espectadores Árbitro(s): Szymon Marciniak | Asistencia: 44 287 espectadores Árbitro(s): Szymon Marciniak |

| 27 de junio de 2018 | Corea del Sur                     | 2:0 (0:0) | Alemania | Kazán Arena, Kazán                                      |                                                         |
| 17:00 MSK (UTC+3) | Y. G. Kim 90+3' · H. M. Son 90+6' | Reporte   |          | Asistencia: 41 835 espectadores Árbitro(s): Mark Geiger | Asistencia: 41 835 espectadores Árbitro(s): Mark Geiger |
| Primera vez en la historia que Alemania queda eliminada en la fase de grupos en una Copa del Mundo, y en una primera fase desde 1938. |                                   |           |          |                                                         |                                                         |

| 27 de junio de 2018                                                                             | México | 0:3 (0:0) | Suecia                                                | Ekaterimburgo Arena, Ekaterimburgo                        |                                                           |
| 19:00 YEKT (UTC+5)                                                                              |        | Reporte   | Augustinsson 50' · Granqvist 62' (pen.) · Álvarez 74' | Asistencia: 33 061 espectadores Árbitro(s): Néstor Pitana | Asistencia: 33 061 espectadores Árbitro(s): Néstor Pitana |
| Amonestación más rápida en la historia de la Copa del Mundo (Jesús Gallardo a los 13 segundos). |        |           |                                                       |                                                           |                                                           |

### Grupo G

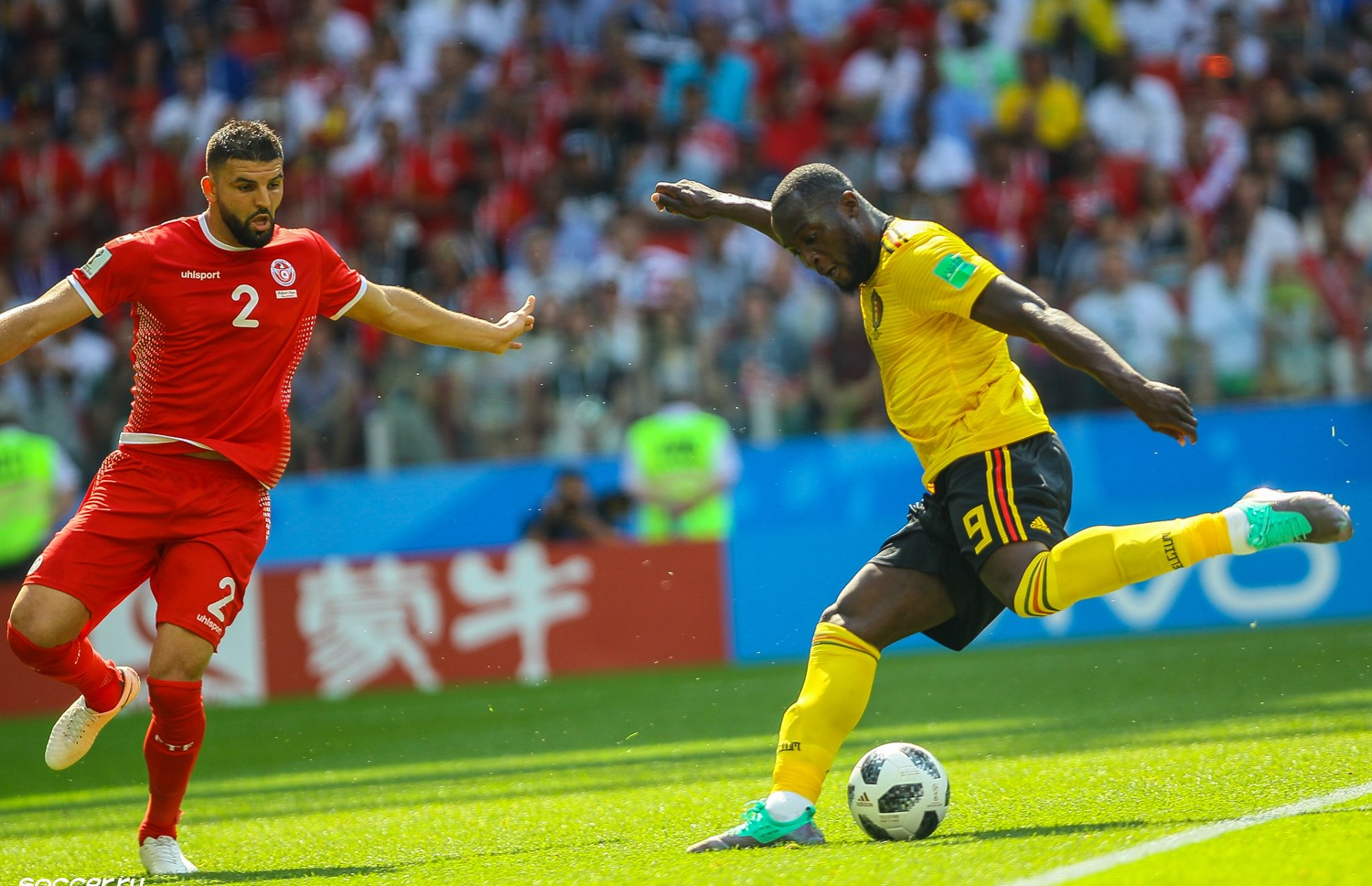
Bélgica contra Túnez

| Selección  | Pts | PJ | PG | PE | PP | GF | GC | Dif |
| ---------- | --- | -- | -- | -- | -- | -- | -- | --- |
| Bélgica    | 9   | 3  | 3  | 0  | 0  | 9  | 2  | 7   |
| Inglaterra | 6   | 3  | 2  | 0  | 1  | 8  | 3  | 5   |
| Túnez      | 3   | 3  | 1  | 0  | 2  | 5  | 8  | –3  |
| Panamá     | 0   | 3  | 0  | 0  | 3  | 2  | 11 | –9  |

| 18 de junio de 2018                                          | Bélgica                       | 3:0 (0:0) | Panamá | Estadio Fisht, Sochi                                      |                                                           |
| 18:00 MSK (UTC+3)                                            | Mertens 47' · Lukaku 69', 75' | Reporte   |        | Asistencia: 43 257 espectadores Árbitro(s): Janny Sikazwe | Asistencia: 43 257 espectadores Árbitro(s): Janny Sikazwe |
| Panamá hizo su debut absoluto en una Copa Mundial de Fútbol. |                               |           |        |                                                           |                                                           |

| 18 de junio de 2018 | Túnez            | 1:2 (1:1) | Inglaterra      | Volgogrado Arena, Volgogrado                              |                                                           |
| 21:00 MSK (UTC+3)   | Sassi 35' (pen.) | Reporte   | Kane 11', 90+1' | Asistencia: 41 064 espectadores Árbitro(s): Wilmar Roldán | Asistencia: 41 064 espectadores Árbitro(s): Wilmar Roldán |

| 23 de junio de 2018 | Bélgica                                                      | 5:2 (3:1) | Túnez                    | Otkrytie Arena, Moscú                                    |                                                          |
| 15:00 MSK (UTC+3)   | E. Hazard 6' (pen.), 51' · Lukaku 16', 45+3' · Batshuayi 90' | Reporte   | Bronn 18' · Khazri 90+3' | Asistencia: 44 190 espectadores Árbitro(s): Jair Marrufo | Asistencia: 44 190 espectadores Árbitro(s): Jair Marrufo |

| 24 de junio de 2018 | Inglaterra                                                        | 6:1 (5:0) | Panamá    | Estadio de Nizhni Nóvgorod, Nizhni Nóvgorod              |                                                          |
| 15:00 MSK (UTC+3) | Stones 8', 40' · Kane 22' (pen.), 45+1' (pen.), 62' · Lingard 36' | Reporte   | Baloy 78' | Asistencia: 43 319 espectadores Árbitro(s): Ghead Grisha | Asistencia: 43 319 espectadores Árbitro(s): Ghead Grisha |
| Felipe Baloy marcó el primer gol de Panamá en la historia de la Copa Mundial de Fútbol. Mayor victoria de Inglaterra en los mundiales. |                                                                   |           |           |                                                          |                                                          |

| 28 de junio de 2018 | Inglaterra | 0:1 (0:0) | Bélgica     | Arena Baltika, Kaliningrado                               |                                                           |
| 20:00 KALT (UTC+2)  |            | Reporte   | Januzaj 51' | Asistencia: 33 973 espectadores Árbitro(s): Damir Skomina | Asistencia: 33 973 espectadores Árbitro(s): Damir Skomina |

| 28 de junio de 2018                                                                  | Panamá     | 1:2 (1:0) | Túnez                           | Mordovia Arena, Saransk                                     |                                                             |
| 21:00 MSK (UTC+3)                                                                    | Meriah 33' | Reporte   | F. Ben Youssef 51' · Khazri 66' | Asistencia: 37 168 espectadores Árbitro(s): Nawaf Shukralla | Asistencia: 37 168 espectadores Árbitro(s): Nawaf Shukralla |
| Fakhreddine Ben Youssef convirtió el gol 2500 en la historia de las Copas Mundiales. |            |           |                                 |                                                             |                                                             |

### Grupo H

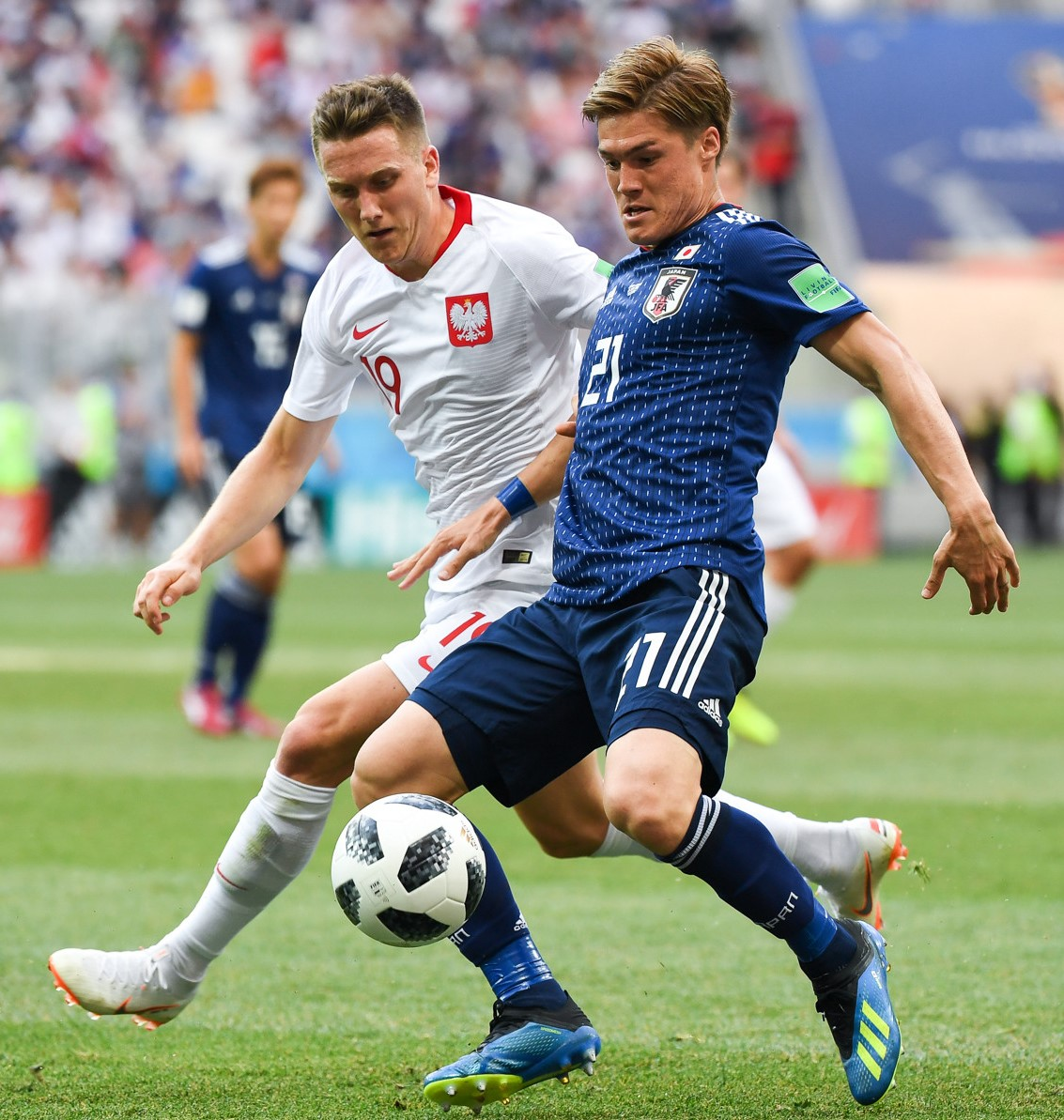
Japón contra Polonia

| Selección | Pts | PJ | PG | PE | PP | GF | GC | Dif |
| --------- | --- | -- | -- | -- | -- | -- | -- | --- |
| Colombia  | 6   | 3  | 2  | 0  | 1  | 5  | 2  | 3   |
| Japón     | 4   | 3  | 1  | 1  | 1  | 4  | 4  | 0   |
| Senegal   | 4   | 3  | 1  | 1  | 1  | 4  | 4  | 0   |
| Polonia   | 3   | 3  | 1  | 0  | 2  | 2  | 5  | –3  |

| 19 de junio de 2018 | Colombia          | 1:2 (1:1) | Japón                        | Mordovia Arena, Saransk                                   |                                                           |
| 15:00 MSK (UTC+3) | Quintero 39' (TL) | Reporte   | Kagawa 6' (pen.) · Osako 73' | Asistencia: 40 842 espectadores Árbitro(s): Damir Skomina | Asistencia: 40 842 espectadores Árbitro(s): Damir Skomina |
| Primer expulsado en esta Copa del Mundo. Primera victoria de un equipo asiático sobre uno de Sudamérica en una Copa del Mundo. |                   |           |                              |                                                           |                                                           |

| 19 de junio de 2018 | Polonia        | 1:2 (0:1) | Senegal                | Otkrytie Arena, Moscú                                       |                                                             |
| 18:00 MSK (UTC+3)   | Krychowiak 86' | Reporte   | Cionek 37' · Niang 60' | Asistencia: 44 190 espectadores Árbitro(s): Nawaf Shukralla | Asistencia: 44 190 espectadores Árbitro(s): Nawaf Shukralla |

| 24 de junio de 2018 | Japón                | 2:2 (1:1) | Senegal              | Ekaterimburgo Arena, Ekaterimburgo                          |                                                             |
| 20:00 YEKT (UTC+5)  | Inui 34' · Honda 78' | Reporte   | Mané 11' · Wagué 71' | Asistencia: 32 572 espectadores Árbitro(s): Gianluca Rocchi | Asistencia: 32 572 espectadores Árbitro(s): Gianluca Rocchi |

| 24 de junio de 2018 | Polonia | 0:3 (0:1) | Colombia                                 | Kazán Arena, Kazán                                      |                                                         |
| 21:00 MSK (UTC+3)   |         | Reporte   | Mina 40' · Falcao 70' · Ju. Cuadrado 75' | Asistencia: 42 873 espectadores Árbitro(s): César Ramos | Asistencia: 42 873 espectadores Árbitro(s): César Ramos |

| 28 de junio de 2018 | Japón | 0:1 (0:0) | Polonia      | Volgogrado Arena, Volgogrado                              |                                                           |
| 17:00 MSK (UTC+3) |       | Reporte   | Bednarek 59' | Asistencia: 42 189 espectadores Árbitro(s): Janny Sikazwe | Asistencia: 42 189 espectadores Árbitro(s): Janny Sikazwe |
| Japón es la primera selección en la historia en clasificarse a octavos de final de un Mundial por desempate vía Fair Play. |       |           |              |                                                           |                                                           |

| 28 de junio de 2018 | Senegal | 0:1 (0:0) | Colombia | Samara Arena, Samara                                      |                                                           |
| 18:00 SAMT (UTC+4)  |         | Reporte   | Mina 74' | Asistencia: 41 970 espectadores Árbitro(s): Milorad Mažić | Asistencia: 41 970 espectadores Árbitro(s): Milorad Mažić |

## Segunda fase

### Cuadro de desarrollo
|  | Octavos de final              | Octavos de final    |                                |       | Cuartos de final             | Cuartos de final             |                               |                               | Semifinales | Semifinales |  |  | Final | Final |
|  |                               |                     |                                |       |                              |                              |                               |                               |             |             |  |  |       |       |
|  | 30 de junio – Sochi           |                     |                                |       |                              |                              |                               |                               |             |             |  |  |       |       |
|  |                               |                     |                                |       |                              |                              |                               |                               |             |             |  |  |       |       |
|  | Uruguay                       | 2                   |                                |       |                              |                              |                               |                               |             |             |  |  |       |       |
|  | Uruguay                       | 2                   | 6 de julio – Nizhni Nóvgorod   |       |                              |                              |                               |                               |             |             |  |  |       |       |
|  | Portugal                      | 1                   |                                |       |                              |                              |                               |                               |             |             |  |  |       |       |
|  | Portugal                      | 1                   | Uruguay                        | 0     |                              |                              |                               |                               |             |             |  |  |       |       |
|  | 30 de junio – Kazán           |                     | Uruguay                        | 0     |                              |                              |                               |                               |             |             |  |  |       |       |
|  |                               | Francia             | 2                              |       |                              |                              |                               |                               |             |             |  |  |       |       |
|  | Francia                       | Francia             | 2                              | 4     |                              |                              |                               |                               |             |             |  |  |       |       |
|  | Francia                       |                     | 10 de julio – San Petersburgo  | 4     |                              |                              |                               |                               |             |             |  |  |       |       |
|  | Argentina                     | 3                   |                                |       |                              |                              |                               |                               |             |             |  |  |       |       |
|  | Argentina                     | 3                   | Francia                        | 1     |                              |                              |                               |                               |             |             |  |  |       |       |
|  | 2 de julio – Samara           |                     | Francia                        | 1     |                              |                              |                               |                               |             |             |  |  |       |       |
|  |                               | Bélgica             | 0                              |       |                              |                              |                               |                               |             |             |  |  |       |       |
|  | Brasil                        | Bélgica             | 0                              | 2     |                              |                              |                               |                               |             |             |  |  |       |       |
|  | Brasil                        | 6 de julio – Kazán  |                                | 2     |                              |                              |                               |                               |             |             |  |  |       |       |
|  | México                        | 0                   |                                |       |                              |                              |                               |                               |             |             |  |  |       |       |
|  | México                        | 0                   | Brasil                         | 1     |                              |                              |                               |                               |             |             |  |  |       |       |
|  | 2 de julio – Rostov del Don   |                     | Brasil                         | 1     |                              |                              |                               |                               |             |             |  |  |       |       |
|  |                               | Bélgica             | 2                              |       |                              |                              |                               |                               |             |             |  |  |       |       |
|  | Bélgica                       | Bélgica             | 2                              | 3     |                              |                              |                               |                               |             |             |  |  |       |       |
|  | Bélgica                       |                     | 15 de julio – Moscú (Luzhnikí) | 3     |                              |                              |                               |                               |             |             |  |  |       |       |
|  | Japón                         | 2                   |                                |       |                              |                              |                               |                               |             |             |  |  |       |       |
|  | Japón                         | 2                   | Francia                        | 4     |                              |                              |                               |                               |             |             |  |  |       |       |
|  | 1 de julio – Moscú (Luzhnikí) |                     | Francia                        | 4     |                              |                              |                               |                               |             |             |  |  |       |       |
|  |                               | Croacia             | 2                              |       |                              |                              |                               |                               |             |             |  |  |       |       |
|  | España                        | Croacia             | 2                              | 1 (3) |                              |                              |                               |                               |             |             |  |  |       |       |
|  | España                        | 7 de julio – Sochi  |                                | 1 (3) |                              |                              |                               |                               |             |             |  |  |       |       |
|  | Rusia (p.)                    | 1 (4)               |                                |       |                              |                              |                               |                               |             |             |  |  |       |       |
|  | Rusia (p.)                    | 1 (4)               | Rusia                          | 2 (3) |                              |                              |                               |                               |             |             |  |  |       |       |
|  | 1 de julio – Nizhni Nóvgorod  |                     | Rusia                          | 2 (3) |                              |                              |                               |                               |             |             |  |  |       |       |
|  |                               | Croacia (p.)        | 2 (4)                          |       |                              |                              |                               |                               |             |             |  |  |       |       |
|  | Croacia (p.)                  | Croacia (p.)        | 2 (4)                          | 1 (3) |                              |                              |                               |                               |             |             |  |  |       |       |
|  | Croacia (p.)                  |                     | 11 de julio – Moscú (Luzhnikí) | 1 (3) |                              |                              |                               |                               |             |             |  |  |       |       |
|  | Dinamarca                     | 1 (2)               |                                |       |                              |                              |                               |                               |             |             |  |  |       |       |
|  | Dinamarca                     | 1 (2)               | Croacia (t. s.)                | 2     |                              |                              |                               |                               |             |             |  |  |       |       |
|  | 3 de julio – San Petersburgo  |                     | Croacia (t. s.)                | 2     |                              |                              |                               |                               |             |             |  |  |       |       |
|  |                               | Inglaterra          | 1                              |       | Partido por el tercer puesto | Partido por el tercer puesto |                               |                               |             |             |  |  |       |       |
|  | Suecia                        | Inglaterra          | 1                              | 1     | Partido por el tercer puesto | Partido por el tercer puesto |                               |                               |             |             |  |  |       |       |
|  | Suecia                        | 7 de julio – Samara | 7 de julio – Samara            | 1     |                              |                              | 14 de julio – San Petersburgo | 14 de julio – San Petersburgo |             |             |  |  |       |       |
|  | Suiza                         | 7 de julio – Samara | 7 de julio – Samara            | 0     |                              |                              | 14 de julio – San Petersburgo | 14 de julio – San Petersburgo |             |             |  |  |       |       |
|  | Suiza                         | Suecia              | 0                              | 0     | Bélgica                      | 2                            |                               |                               |             |             |  |  |       |       |
|  | 3 de julio – Moscú (Otkrytie) | Suecia              | 0                              |       | Bélgica                      | 2                            |                               |                               |             |             |  |  |       |       |
|  |                               | Inglaterra          | 2                              |       | Inglaterra                   | 0                            |                               |                               |             |             |  |  |       |       |
|  | Colombia                      | Inglaterra          | 2                              | 1 (3) | Inglaterra                   | 0                            |                               |                               |             |             |  |  |       |       |
|  | Colombia                      |                     |                                | 1 (3) |                              |                              |                               |                               |             |             |  |  |       |       |
|  | Inglaterra (p.)               | 1 (4)               |                                |       |                              |                              |                               |                               |             |             |  |  |       |       |
|  | Inglaterra (p.)               | 1 (4)               |                                |       |                              |                              |                               |                               |             |             |  |  |       |       |

### Octavos de final
| 30 de junio de 2018 | Francia                                             | 4:3 (1:1) | Argentina                                 | Kazán Arena, Kazán                                          |                                                             |
| 17:00 MSK (UTC+3)   | Griezmann 13' (pen.) · Pavard 57' · Mbappé 64', 68' | Reporte   | Di María 41' · Mercado 48' · Agüero 90+3' | Asistencia: 42 873 espectadores Árbitro(s): Alireza Faghani | Asistencia: 42 873 espectadores Árbitro(s): Alireza Faghani |

| 30 de junio de 2018 | Uruguay        | 2:1 (1:0) | Portugal | Estadio Fisht, Sochi                                    |                                                         |
| 21:00 MSK (UTC+3)   | Cavani 7', 62' | Reporte   | Pepe 55' | Asistencia: 44 287 espectadores Árbitro(s): César Ramos | Asistencia: 44 287 espectadores Árbitro(s): César Ramos |

| 1 de julio de 2018 | España                                 | 1:1 (1:1, 1:1) (t. s.)(3:4 p.) | Rusia                                      | Estadio Olímpico Luzhnikí, Moscú                          |                                                           |
| 17:00 MSK (UTC+3) | Ignashévich 12'                        | Reporte                        | Dziuba 41' (pen.)                          | Asistencia: 78 011 espectadores Árbitro(s): Björn Kuipers | Asistencia: 78 011 espectadores Árbitro(s): Björn Kuipers |
| |                                        | Tiros desde el punto penal     |                                            |                                                           |                                                           |
| | Iniesta · Piqué · Koke · Ramos · Aspas |                                | Smólov · Ignashévich · Golovín · Chéryshev |                                                           |                                                           |
| Por primera vez se produjo el cuarto cambio en un mundial, debido a la prórroga. Rusia se clasifica por primera vez a los cuartos de final. |                                        |                                |                                            |                                                           |                                                           |

| 1 de julio de 2018                                                                | Croacia                                        | 1:1 (1:1, 1:1) (t. s.)(3:2 p.) | Dinamarca                                            | Estadio de Nizhni Nóvgorod, Nizhni Nóvgorod               |                                                           |
| 21:00 MSK (UTC+3)                                                                 | Mandžukić 4'                                   | Reporte                        | M. Jørgensen 1'                                      | Asistencia: 40 851 espectadores Árbitro(s): Néstor Pitana | Asistencia: 40 851 espectadores Árbitro(s): Néstor Pitana |
|                                                                                   |                                                | Tiros desde el punto penal     |                                                      |                                                           |                                                           |
|                                                                                   | Badelj · Kramarić · Modrić · Pivarić · Rakitić |                                | Eriksen · Kjær · Krohn-Dehli · Schøne · N. Jørgensen |                                                           |                                                           |
| Mathias Jørgensen anotó el gol más rápido de esta competición, a los 55 segundos. |                                                |                                |                                                      |                                                           |                                                           |

| 2 de julio de 2018 | Brasil                   | 2:0 (0:0) | México | Samara Arena, Samara                                        |                                                             |
| 18:00 SAMT (UTC+4) | Neymar 51' · Firmino 88' | Reporte   |        | Asistencia: 41 970 espectadores Árbitro(s): Gianluca Rocchi | Asistencia: 41 970 espectadores Árbitro(s): Gianluca Rocchi |

| 2 de julio de 2018 | Bélgica                                      | 3:2 (0:0) | Japón                    | Rostov Arena, Rostov del Don                                |                                                             |
| 21:00 MSK (UTC+3)  | Vertonghen 69' · Fellaini 74' · Chadli 90+4' | Reporte   | Haraguchi 48' · Inui 52' | Asistencia: 41 466 espectadores Árbitro(s): Malang Diedhiou | Asistencia: 41 466 espectadores Árbitro(s): Malang Diedhiou |

| 3 de julio de 2018 | Suecia       | 1:0 (0:0) | Suiza | Estadio Krestovski, San Petersburgo                       |                                                           |
| 17:00 MSK (UTC+3)  | Forsberg 66' | Reporte   |       | Asistencia: 64 042 espectadores Árbitro(s): Damir Skomina | Asistencia: 64 042 espectadores Árbitro(s): Damir Skomina |

| 3 de julio de 2018                                                       | Colombia                                       | 1:1 (1:1, 0:0) (t. s.)(3:4 p.) | Inglaterra                                    | Otkrytie Arena, Moscú                                   |                                                         |
| 21:00 MSK (UTC+3)                                                        | Mina 90+3'                                     | Reporte                        | Kane 57' (pen.)                               | Asistencia: 44 190 espectadores Árbitro(s): Mark Geiger | Asistencia: 44 190 espectadores Árbitro(s): Mark Geiger |
|                                                                          |                                                | Tiros desde el punto penal     |                                               |                                                         |                                                         |
|                                                                          | Falcao · Ju. Cuadrado · Muriel · Uribe · Bacca |                                | Kane · Rashford · Henderson · Trippier · Dier |                                                         |                                                         |
| Primer triunfo de Inglaterra en una definición por penales en mundiales. |                                                |                                |                                               |                                                         |                                                         |

### Cuartos de final
| 6 de julio de 2018 | Uruguay | 0:2 (0:1) | Francia                    | Estadio de Nizhni Nóvgorod, Nizhni Nóvgorod               |                                                           |
| 17:00 MSK (UTC+3)  |         | Reporte   | Varane 40' · Griezmann 61' | Asistencia: 43 319 espectadores Árbitro(s): Néstor Pitana | Asistencia: 43 319 espectadores Árbitro(s): Néstor Pitana |

| 6 de julio de 2018 | Brasil     | 1:2 (0:2) | Bélgica                         | Kazán Arena, Kazán                                        |                                                           |
| 21:00 MSK (UTC+3)  | Renato 76' | Reporte   | Fernandinho 13' · De Bruyne 31' | Asistencia: 42 873 espectadores Árbitro(s): Milorad Mažić | Asistencia: 42 873 espectadores Árbitro(s): Milorad Mažić |

| 7 de julio de 2018 | Suecia | 0:2 (0:1) | Inglaterra             | Samara Arena, Samara                                      |                                                           |
| 18:00 SAMT (UTC+4) |        | Reporte   | Maguire 30' · Alli 59' | Asistencia: 39 991 espectadores Árbitro(s): Björn Kuipers | Asistencia: 39 991 espectadores Árbitro(s): Björn Kuipers |

| 7 de julio de 2018 | Rusia                                                    | 2:2 (1:1, 1:1) (t. s.)(3:4 p.) | Croacia                                      | Estadio Fisht, Sochi                                     |                                                          |
| 21:00 MSK (UTC+3)  | Chéryshev 31' · Fernandes 115'                           | Reporte                        | Kramarić 39' · Vida 101'                     | Asistencia: 44 287 espectadores Árbitro(s): Sandro Ricci | Asistencia: 44 287 espectadores Árbitro(s): Sandro Ricci |
|                    |                                                          | Tiros desde el punto penal     |                                              |                                                          |                                                          |
|                    | Smólov · Dzagóyev · Fernandes · Ignashévich · Kuziáyev · |                                | Brozović · Kovačić · Modrić · Vida · Rakitić |                                                          |                                                          |

### Semifinales
| 10 de julio de 2018 | Francia    | 1:0 (0:0) | Bélgica | Estadio Krestovski, San Petersburgo                      |                                                          |
| 21:00 MSK (UTC+3)   | Umtiti 51' | Reporte   |         | Asistencia: 64 286 espectadores Árbitro(s): Andrés Cunha | Asistencia: 64 286 espectadores Árbitro(s): Andrés Cunha |

| 11 de julio de 2018 | Croacia                      | 2:1 (1:1, 0:1) (t. s.) | Inglaterra       | Estadio Olímpico Luzhnikí, Moscú                         |                                                          |
| 21:00 MSK (UTC+3) | Perišić 68' · Mandžukić 109' | Reporte                | Trippier 5' (TL) | Asistencia: 78 011 espectadores Árbitro(s): Cüneyt Çakır | Asistencia: 78 011 espectadores Árbitro(s): Cüneyt Çakır |
| Primera clasificación de Croacia a la final de un Mundial. Croacia es la primera selección que supera tres prórrogas en una Copa Mundial. |                              |                        |                  |                                                          |                                                          |

### Tercer puesto
| 14 de julio de 2018 | Bélgica                    | 2:0 (1:0) | Inglaterra | Estadio Krestovski, San Petersburgo                         |                                                             |
| 17:00 MSK (UTC+3)   | Meunier 4' · E. Hazard 82' | Reporte   |            | Asistencia: 64 406 espectadores Árbitro(s): Alireza Faghani | Asistencia: 64 406 espectadores Árbitro(s): Alireza Faghani |

### Final
| 15 de julio de 2018 | Francia                                                       | 4:2 (2:1) | Croacia                     | Estadio Olímpico Luzhnikí, Moscú                          |                                                           |
| 18:00 MSK (UTC+3) | Mandžukić 18' · Griezmann 38' (pen.) · Pogba 59' · Mbappé 65' | Reporte   | Perišić 28' · Mandžukić 69' | Asistencia: 78 011 espectadores Árbitro(s): Néstor Pitana | Asistencia: 78 011 espectadores Árbitro(s): Néstor Pitana |
| El autogol de Mario Mandžukić es el primero en una final de un Mundial. Primera final en la que se utiliza el VAR para conceder un penal Primera ceremonia de premiación en un Mundial que se realizó bajo lluvia. |                                                               |           |                             |                                                           |                                                           |

|                            |
| Bandera de Francia         |
| Campeón Francia 2.º título |

## Estadísticas

### Tabla general
| Pos. | Equipo         | Pts | PJ | PG | PE | PP | GF | GC | Dif. | Rend.   |
| ---- | -------------- | --- | -- | -- | -- | -- | -- | -- | ---- | ------- |
| 1    | Francia        | 19  | 7  | 6  | 1  | 0  | 14 | 6  | 8    | 90,48 % |
| 2    | Croacia        | 14  | 7  | 4  | 2  | 1  | 14 | 9  | 5    | 66,66 % |
| 3    | Bélgica        | 18  | 7  | 6  | 0  | 1  | 16 | 6  | 10   | 85,71 % |
| 4    | Inglaterra     | 10  | 7  | 3  | 1  | 3  | 12 | 8  | 4    | 47,62 % |
| 5    | Uruguay        | 12  | 5  | 4  | 0  | 1  | 7  | 3  | 4    | 80 %    |
| 6    | Brasil         | 10  | 5  | 3  | 1  | 1  | 8  | 3  | 5    | 66,66 % |
| 7    | Suecia         | 9   | 5  | 3  | 0  | 2  | 6  | 4  | 2    | 60 %    |
| 8    | Rusia          | 8   | 5  | 2  | 2  | 1  | 11 | 7  | 4    | 53,33 % |
| 9    | Colombia       | 7   | 4  | 2  | 1  | 1  | 6  | 3  | 3    | 58,33 % |
| 10   | España         | 6   | 4  | 1  | 3  | 0  | 7  | 6  | 1    | 50 %    |
| 11   | Dinamarca      | 6   | 4  | 1  | 3  | 0  | 3  | 2  | 1    | 50 %    |
| 12   | México         | 6   | 4  | 2  | 0  | 2  | 3  | 6  | –3   | 50 %    |
| 13   | Portugal       | 5   | 4  | 1  | 2  | 1  | 6  | 6  | 0    | 41,66 % |
| 14   | Suiza          | 5   | 4  | 1  | 2  | 1  | 5  | 5  | 0    | 41,66 % |
| 15   | Japón          | 4   | 4  | 1  | 1  | 2  | 6  | 7  | –1   | 33,33 % |
| 16   | Argentina      | 4   | 4  | 1  | 1  | 2  | 6  | 9  | –3   | 33,33 % |
| 17   | Senegal        | 4   | 3  | 1  | 1  | 1  | 4  | 4  | 0    | 44,44 % |
| 18   | Irán           | 4   | 3  | 1  | 1  | 1  | 2  | 2  | 0    | 44,44 % |
| 19   | Corea del Sur  | 3   | 3  | 1  | 0  | 2  | 3  | 3  | 0    | 33,33 % |
| 20   | Perú           | 3   | 3  | 1  | 0  | 2  | 2  | 2  | 0    | 33,33 % |
| 21   | Nigeria        | 3   | 3  | 1  | 0  | 2  | 3  | 4  | –1   | 33,33 % |
| 22   | Alemania       | 3   | 3  | 1  | 0  | 2  | 2  | 4  | –2   | 33,33 % |
| 22   | Serbia         | 3   | 3  | 1  | 0  | 2  | 2  | 4  | –2   | 33,33 % |
| 24   | Túnez          | 3   | 3  | 1  | 0  | 2  | 5  | 8  | –3   | 33,33 % |
| 25   | Polonia        | 3   | 3  | 1  | 0  | 2  | 2  | 5  | –3   | 33,33 % |
| 26   | Arabia Saudita | 3   | 3  | 1  | 0  | 2  | 2  | 7  | –5   | 33,33 % |
| 27   | Marruecos      | 1   | 3  | 0  | 1  | 2  | 2  | 4  | –2   | 11,11 % |
| 28   | Islandia       | 1   | 3  | 0  | 1  | 2  | 2  | 5  | –3   | 11,11 % |
| 28   | Costa Rica     | 1   | 3  | 0  | 1  | 2  | 2  | 5  | –3   | 11,11 % |
| 28   | Australia      | 1   | 3  | 0  | 1  | 2  | 2  | 5  | –3   | 11,11 % |
| 31   | Egipto         | 0   | 3  | 0  | 0  | 3  | 2  | 6  | –4   | 0 %     |
| 32   | Panamá         | 0   | 3  | 0  | 0  | 3  | 2  | 11 | –9   | 0 %     |

### Goleadores
| Jugador           | Selección  | Goles | Minutos |
| ----------------- | ---------- | ----- | ------- |
| Harry Kane        | Inglaterra | 6     | 573     |
| Antoine Griezmann | Francia    | 4     | 570     |
| Romelu Lukaku     | Bélgica    | 4     | 476     |
| Denís Chéryshev   | Rusia      | 4     | 304     |
| Cristiano Ronaldo | Portugal   | 4     | 360     |
| Kylian Mbappé     | Francia    | 4     | 534     |
| Artiom Dziuba     | Rusia      | 3     | 333     |
| Eden Hazard       | Bélgica    | 3     | 518     |
| Mario Mandžukić   | Croacia    | 3     | 608     |
| Ivan Perišić      | Croacia    | 3     | 632     |
| Yerry Mina        | Colombia   | 3     | 300     |
| Diego Costa       | España     | 3     | 320     |
| Edinson Cavani    | Uruguay    | 3     | 343     |

### Asistentes
| Jugador                | Selección | Asist. | Minutos |
| ---------------------- | --------- | ------ | ------- |
| Eden Hazard            | Bélgica   | 2      | 518     |
| Carlos Sánchez         | Uruguay   | 2      | 125     |
| James Rodríguez        | Colombia  | 2      | 152     |
| Youri Tielemans        | Bélgica   | 2      | 175     |
| Éver Banega            | Argentina | 2      | 216     |
| Wahbi Khazri           | Túnez     | 2      | 264     |
| Juan Fernando Quintero | Colombia  | 2      | 310     |
| Lionel Messi           | Argentina | 2      | 360     |
| Aleksandr Golovín      | Rusia     | 2      | 402     |
| Viktor Claesson        | Suecia    | 2      | 434     |
| Thomas Meunier         | Bélgica   | 2      | 450     |

### Autogoles
| Jugador             | Selección | Rival      | Goles |
| ------------------- | --------- | ---------- | ----- |
| Aziz Bouhaddouz     | Marruecos | Irán       | 1     |
| Aziz Behich         | Australia | Francia    | 1     |
| Oghenekaro Etebo    | Nigeria   | Croacia    | 1     |
| Thiago Cionek       | Polonia   | Senegal    | 1     |
| Ahmed Fathy         | Egipto    | Rusia      | 1     |
| Denís Chéryshev     | Rusia     | Uruguay    | 1     |
| Edson Álvarez       | México    | Suecia     | 1     |
| Yann Sommer         | Suiza     | Costa Rica | 1     |
| Yassine Meriah      | Túnez     | Panamá     | 1     |
| Serguéi Ignashévich | Rusia     | España     | 1     |
| Fernandinho         | Brasil    | Bélgica    | 1     |
| Mario Mandžukić     | Croacia   | Francia    | 1     |

### Jugadores con tres o más goles en un partido
| Pos. | Jugador           | Goles | Fecha               | Local      |                       | Resultado |                   | Visitante | Reporte                                                        |
| ---- | ----------------- | ----- | ------------------- | ---------- | --------------------- | --------- | ----------------- | --------- | -------------------------------------------------------------- |
| 1    | Cristiano Ronaldo | 3     | 15 de junio de 2018 | Portugal   | Bandera de Portugal   | 3:3       | Bandera de España | España    | Jornada 1 Archivado el 12 de junio de 2018 en Wayback Machine. |
| 2    | Harry Kane        | 3     | 24 de junio de 2018 | Inglaterra | Bandera de Inglaterra | 6:1       | Bandera de Panamá | Panamá    | Jornada 2 Archivado el 26 de junio de 2018 en Wayback Machine. |

## Premios y reconocimientos

### Jugador del partido
Este es un premio individual concedido al término de cada uno de los 64 partidos de la competición al mejor jugador de cada encuentro. Oficialmente y por motivos de patrocinio es llamado «Jugador Budweiser del Partido» y es elegido mediante votación pública en la página web de la FIFA durante el segundo tiempo de cada juego.
| Fase de grupos - Fecha 1 | Fase de grupos - Fecha 1 | Fase de grupos - Fecha 2 | Fase de grupos - Fecha 2 | Fase de grupos - Fecha 3 | Fase de grupos - Fecha 3 | Fases eliminatorias | Fases eliminatorias |
| Jugador                  | Partido                  | Jugador                  | Partido                  | Jugador                  | Partido                  | Jugador             | Partido             |
| ------------------------ | ------------------------ | ------------------------ | ------------------------ | ------------------------ | ------------------------ | ------------------- | ------------------- |
| Denís Chéryshev          | 5:0                      | Denís Chéryshev          | 3:1                      | Luis Suárez              | 3:0                      | Kylian Mbappé       | 4:3                 |
| Mohamed El-Shenawy       | 0:1                      | Cristiano Ronaldo        | 1:0                      | Mohamed Salah            | 2:1                      | Edinson Cavani      | 2:1                 |
| Amine Harit              | 0:1                      | Luis Suárez              | 1:0                      | Ricardo Quaresma         | 1:1                      | Ígor Akinféyev      | 1:1 (3:4)           |
| Cristiano Ronaldo        | 3:3                      | Diego Costa              | 0:1                      | Isco                     | 2:2                      | Kasper Schmeichel   | 1:1 (3:2)           |
| Antoine Griezmann        | 2:1                      | Christian Eriksen        | 1:1                      | N'Golo Kanté             | 0:0                      | Neymar              | 2:0                 |
| Hannes Þór Halldórsson   | 1:1                      | Kylian Mbappé            | 1:0                      | André Carrillo           | 0:2                      | Eden Hazard         | 3:2                 |
| Yussuf Poulsen           | 0:1                      | Luka Modrić              | 0:3                      | Lionel Messi             | 1:2                      | Emil Forsberg       | 1:0                 |
| Luka Modrić              | 2:0                      | Philippe Coutinho        | 2:0                      | Milan Badelj             | 1:2                      | Harry Kane          | 1:1 (3:4)           |
| Aleksandar Kolarov       | 0:1                      | Ahmed Musa               | 2:0                      | Cho Hyun-woo             | 2:0                      | Antoine Griezmann   | 0:2                 |
| Hirving Lozano           | 0:1                      | Xherdan Shaqiri          | 1:2                      | Ludwig Augustinsson      | 0:3                      | Kevin De Bruyne     | 1:2                 |
| Philippe Coutinho        | 1:1                      | Eden Hazard              | 5:2                      | Paulinho                 | 0:2                      | Jordan Pickford     | 0:2                 |
| Andreas Granqvist        | 1:0                      | Javier Hernández         | 1:2                      | Blerim Dzemaili          | 2:2                      | Luka Modrić         | 2:2 (3:4)           |
| Romelu Lukaku            | 3:0                      | Marco Reus               | 2:1                      | Jan Bednarek             | 0:1                      | Samuel Umtiti       | 1:0                 |
| Harry Kane               | 1:2                      | Harry Kane               | 6:1                      | Yerry Mina               | 0:1                      | Ivan Perišić        | 2:1                 |
| Yūya Ōsako               | 1:2                      | Sadio Mané               | 2:2                      | Adnan Januzaj            | 0:1                      | Eden Hazard         | 2:0                 |
| M'Baye Niang             | 1:2                      | James Rodríguez          | 0:3                      | Fakhreddine Ben Youssef  | 1:2                      | Antoine Griezmann   | 4:2                 |

### Balón de Oro

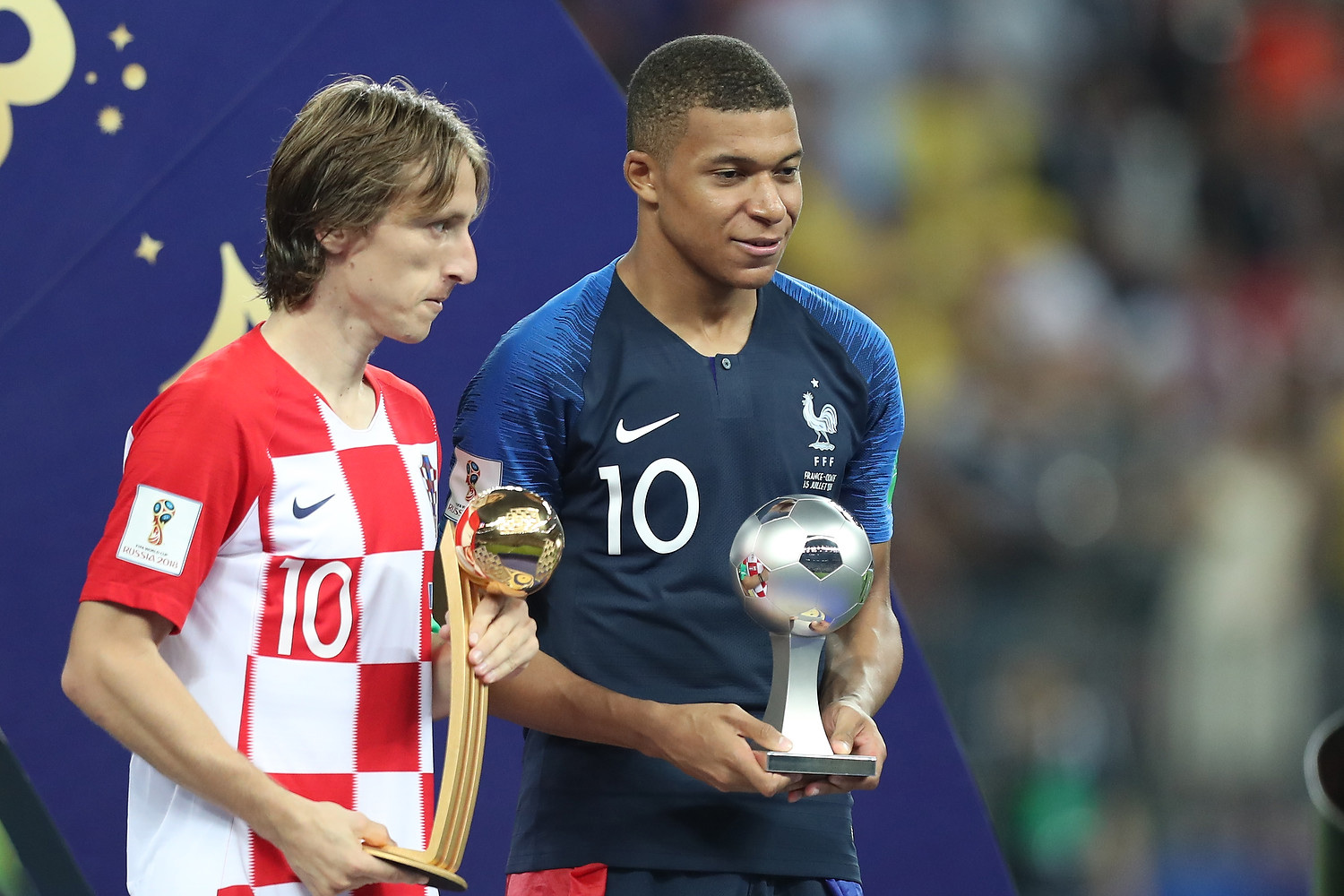
Luka Modrić y Kylian Mbappé reciben el premio al mejor jugador y al mejor jugador joven.

El Balón de Oro se otorga al mejor jugador de la competición, quien es escogido por un grupo técnico de FIFA basándose en las actuaciones a lo largo de la competencia. Para la evaluación son tomados en cuenta varios aspectos, como las capacidades ofensivas y defensivas, los goles anotados, las asistencias a gol, el liderazgo para con su equipo, el comportamiento del jugador y la instancia a donde llegue su equipo. El segundo mejor jugador se lleva el Balón de Plata y el tercero el Balón de Bronce. En esta edición el ganador del Balón de Oro fue el croata Luka Modrić, del Balón de Plata el belga Eden Hazard y del de bronce el francés Antoine Griezmann
| Premio          |  | Jugador           | Selección |
| --------------- |  | ----------------- | --------- |
| Balón de Oro    |  | Luka Modrić       | Croacia   |
| Balón de Plata  |  | Eden Hazard       | Bélgica   |
| Balón de Bronce |  | Antoine Griezmann | Francia   |

### Premio al Jugador Joven de la FIFA
El Premio al Jugador Joven de la FIFA se creó para reconocer al mejor jugador joven de la copa del mundo,y entre los requisitos indispensables para obtenerlo está el de tener menos de 21 años en el momento de la competición. En esta edición lo recibió Kylian Mbappé, de la selección de Francia, con 19 años de edad y, por lo tanto, nacido en una fecha no anterior al 1 de enero de 1997, como lo exigía el reglamento.
Para escoger al ganador del premio, se toman en cuenta los siguientes factores:
- Técnica excepcional
- Estilo de juego juvenil y estimulante
- Creatividad e inspiración
- Madurez táctica y eficiencia
- Ganarse el reconocimiento de la afición a través de su espectacular rendimiento
- Ser un modelo a seguir para los jugadores jóvenes
- Actitud positiva y deportividad

| Premio                        |  | Jugador       | Selección |
| ----------------------------- |  | ------------- | --------- |
| Premio al mejor jugador joven |  | Kylian Mbappé | Francia   |

### Bota de Oro

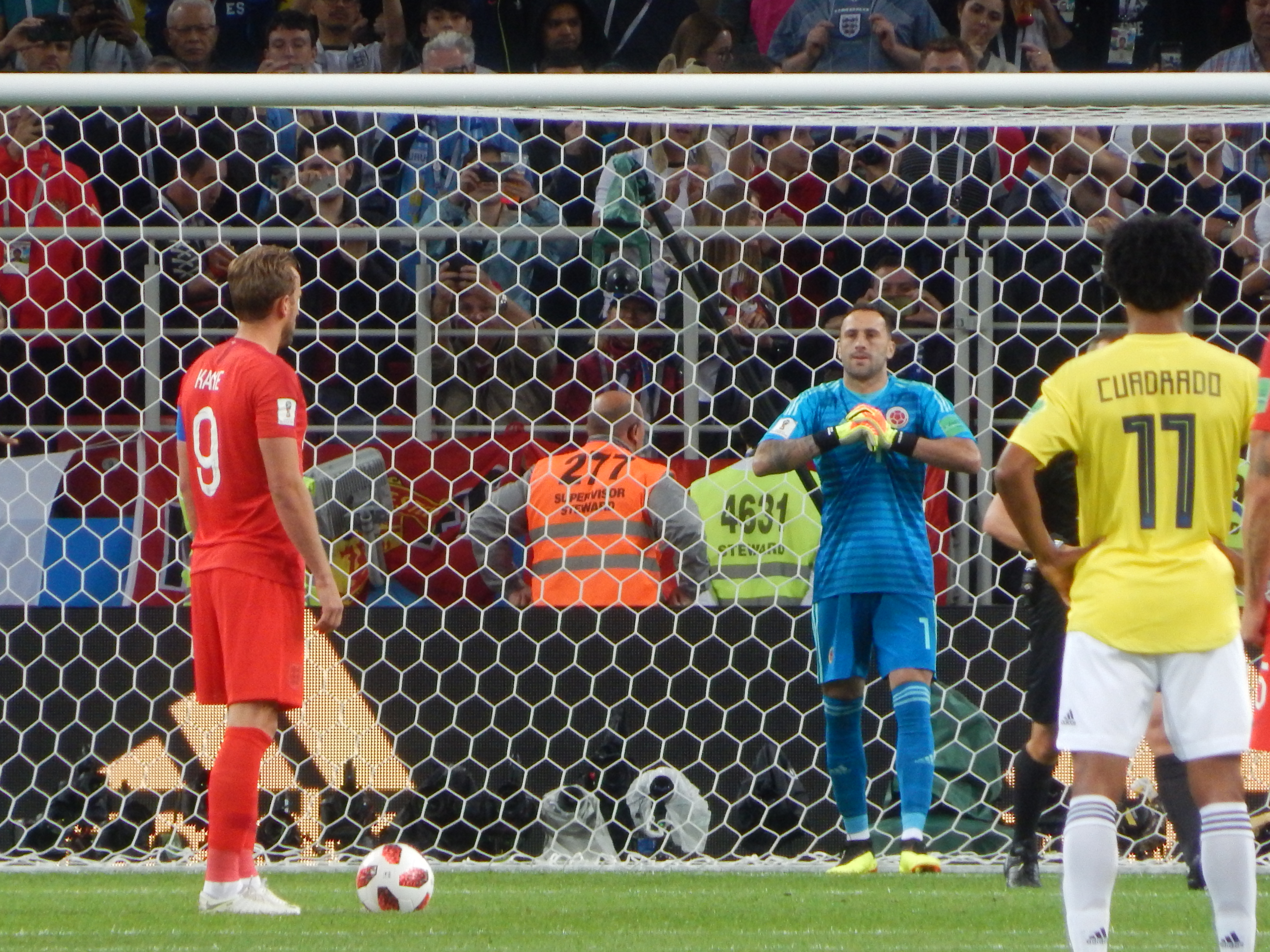
Harry Kane antes de convertirle un penalti a. Kane fue el máximo goleador del Mundial de 2018.

La Bota de Oro es el premio para el jugador que anote más goles en el Mundial. Para escoger al ganador se toman en cuenta, en primera instancia y ante todo, los goles anotados, y en caso de empate son tomadas en cuenta las asistencias de goles realizadas, y finalmente quien tenga la mayor cantidad de goles en la menor cantidad de minutos jugados y por tanto mayor efectividad. El segundo mejor goleador se lleva la Bota de Plata y el tercero la Bota de Bronce. En esta edición la Bota de Oro fue para el inglés Harry Kane, que marcó seis goles en seis partidos, la de plata la obtuvo el francés Antoine Griezmann y la de bronce el belga Romelu Lukaku
| Premio         |  | Jugador           | Selección  | Goles | Asistencias |
| -------------- |  | ----------------- | ---------- | ----- | ----------- |
| Bota de Oro    |  | Harry Kane        | Inglaterra | 6     | 0           |
| Bota de Plata  |  | Antoine Griezmann | Francia    | 4     | 2           |
| Bota de Bronce |  | Romelu Lukaku     | Bélgica    | 4     | 1           |

### Mejor portero

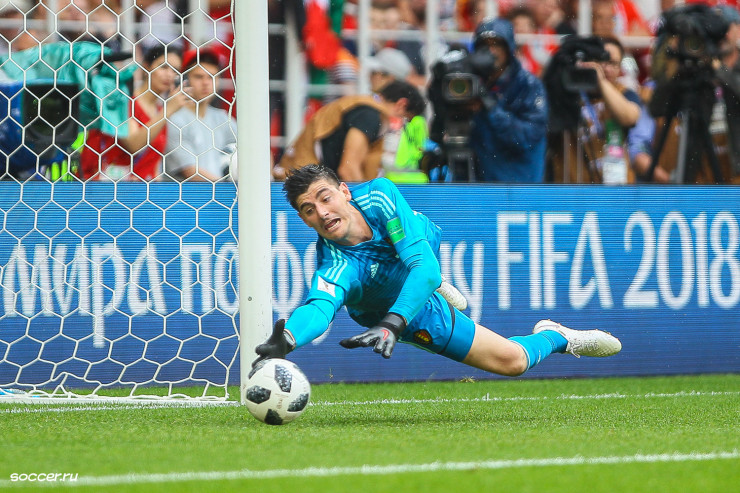
Thibaut Courtois recibió el premio al mejor portero de la Copa del Mundo.

El Guante de Oro es el premio al mejor portero de la Copa Mundial, y es otorgado por un grupo técnico de FIFA, que evalúa a todos los jugadores de esa posición, basándose en las actuaciones a lo largo de la competencia. Este trofeo recibía el nombre de Premio Lev Yashin antes del Mundial de 2010, en honor al legendario portero soviético.
| Premio        |  | Jugador          | Selección |
| ------------- |  | ---------------- | --------- |
| Guante de Oro |  | Thibaut Courtois | Bélgica   |

### Juego limpio
El Premio al Juego Limpio de la FIFA, es otorgado por un grupo técnico de la FIFA a aquel equipo que acumule menos faltas, menos tarjetas amarillas y rojas, así como el mayor respeto hacia el árbitro, hacia los rivales y hacia el público. Todos estos aspectos son evaluados a través de un sistema de puntos y criterios establecidos por el reglamento de la competencia.
| Premio                            | Selección |
| --------------------------------- | --------- |
| Premio al Juego Limpio de la FIFA | España    |

### Gol del torneo
De los 18 mejores tantos seleccionados de Rusia 2018, el tanto del francés Benjamin Pavard contra Argentina en octavos fue elegido como el mejor del torneo, tras la votación llevada a cabo en la página oficial de la FIFA en la que se recibieron más de 3 millones de votos.
| Premio                | Jugador         | Selección |
| --------------------- | --------------- | --------- |
| Premio Gol del Torneo | Benjamin Pavard | Francia   |

### Equipo estelar
| Portero          | Defensores                                      | Mediocampistas                                | Delanteros                                 | Entrenador       |
| ---------------- | ----------------------------------------------- | --------------------------------------------- | ------------------------------------------ | ---------------- |
| Thibaut Courtois | Marcelo Raphaël Varane Diego Godín Thiago Silva | Philippe Coutinho Luka Modrić Kevin De Bruyne | Cristiano Ronaldo Harry Kane Kylian Mbappé | Didier Deschamps |